# Villar-d'Arêne
Pour les articles homonymes, voir Villar.
Villar-d'Arène redirige ici.
Villar-d'Arêne, orthographiée localement Villar-d'Arène ou Villar d'Arène, est une commune française située dans le département des Hautes-Alpes, en région Provence-Alpes-Côte d'Azur.
Elle fait historiquement partie de l'Oisans, bien qu'administrativement elle se rattache au Briançonnais depuis la création des départements après la Révolution française de 1789. Commune rurale, elle a compté au minimum 155 habitants en 1975, évoluant depuis plusieurs années, elle regroupe 330 habitants en 2014, répartis entre un village principal et plusieurs hameaux.
Au cœur des Alpes françaises et plus particulièrement dans le massif des Écrins, cette commune, dont le bourg principal est à une altitude de 1 650 m, se trouve sur un territoire de moyenne et haute montagne.
Elle bénéficie d'un environnement naturel préservé, d'une flore et d'une faune valorisés et protégés notamment au sein du parc national des Écrins et de la réserve naturelle nationale des Pics du Combeynot, ainsi qu'au sein du jardin botanique du col du Lautaret. De même que la commune voisine de La Grave, avec laquelle elle partage de nombreuses activités, c'est un domaine prisé des alpinistes et randonneurs, ainsi que des amateurs de sports d'hiver. Le patrimoine naturel, bâti et culturel de la commune comporte des particularités locales, telles la fabrication du « pain bouilli », tandis que des festivals artistiques contemporains prennent place sur la commune depuis plusieurs années.
Les habitants de Villar-d'Arêne se nomment les « Faranchins » et les « Faranchines ».

## Géographie

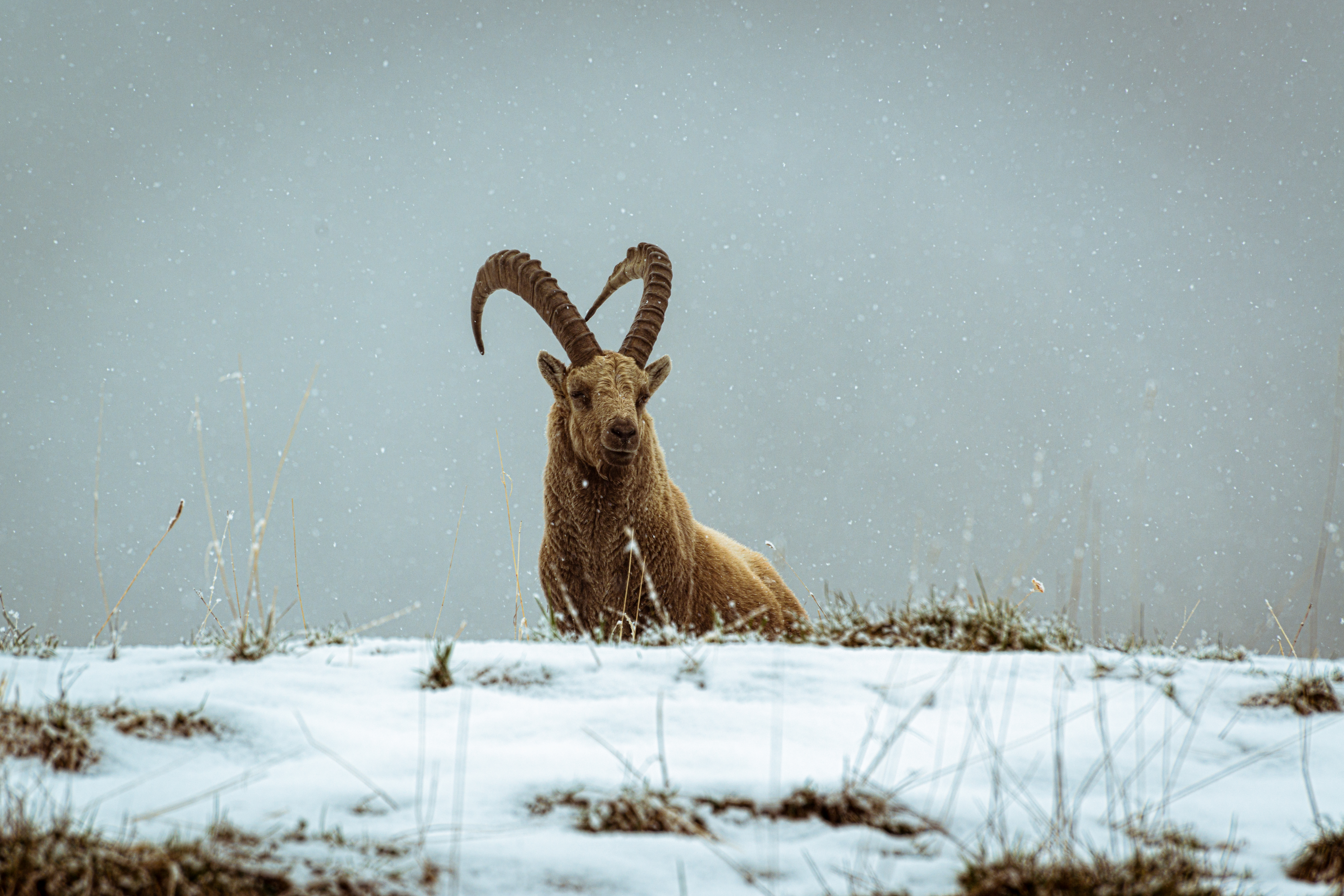
Bouquetin des Alpes, vers le torrent du Rif de la Planche, sur la commune de Villar-d'Arêne et dans le parc national des Écrins.

La commune de Villar-d'Arêne, traversée par le 45e parallèle nord, est de ce fait située à égale distance du pôle Nord et de l'équateur terrestre (environ 5 000 km).

### Localisation
Villar-d'Arêne est une commune située dans les Alpes françaises. Elle se trouve à l'extrême nord-ouest des Hautes-Alpes. Elle est voisine de La Grave, qui était autrefois le chef-lieu du canton formé par les deux communes. Des villes proches sont à l'est Briançon (Hautes-Alpes) et à l'ouest Le Bourg d'Oisans (Isère). Les communes limitrophes sont La Grave, Le Monêtier-les-Bains, Pelvoux, Saint-Christophe-en-Oisans.

### Géologie et relief, hydrographie et climat
La superficie de la commune est de 7 751 hectares, son altitude varie entre 1 519 et 3 883 mètres, la plaçant en moyenne et surtout en haute montagne.
Villar-d'Arêne est située dans le haut Oisans, dans la vallée de la Romanche. Au sud, se trouve le Massif des Écrins, avec le massif de La Meije. Au nord, s'élève le Massif des Arves.
Plusieurs espaces naturels protégés se trouvent en tout ou partie sur la commune : le parc national des Écrins, la réserve naturelle nationale des Pics du Combeynot et une partie du site Combeynot - Lautaret - Écrins classé Natura 2000.
La Romanche, qui prend sa source sur ce territoire, le traverse d'est en ouest.
Le climat est montagnard, marqué par des hivers longs et des étés brefs.

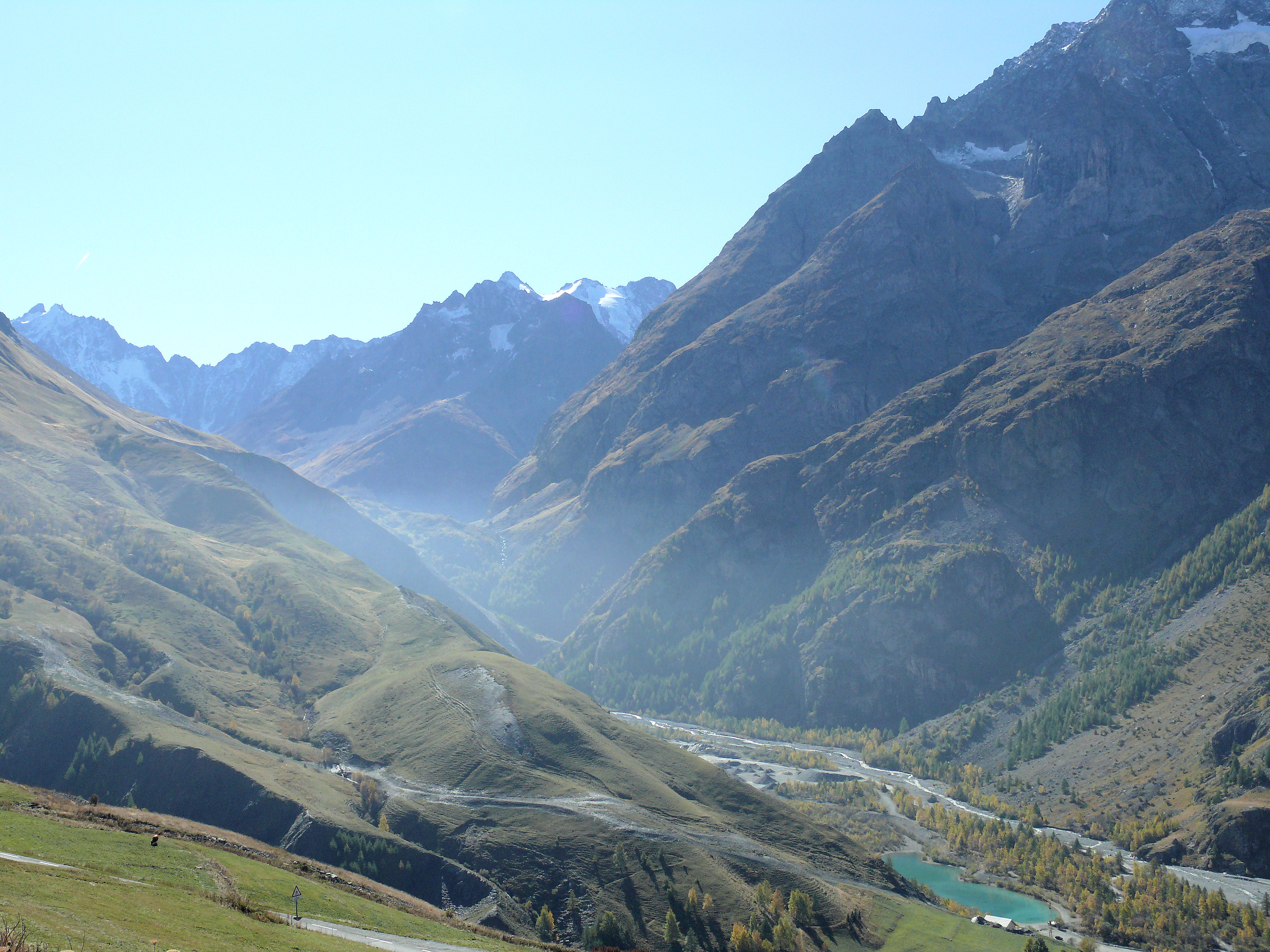
La vallée de la Romanche à l'amont de Villar-d'Arêne.
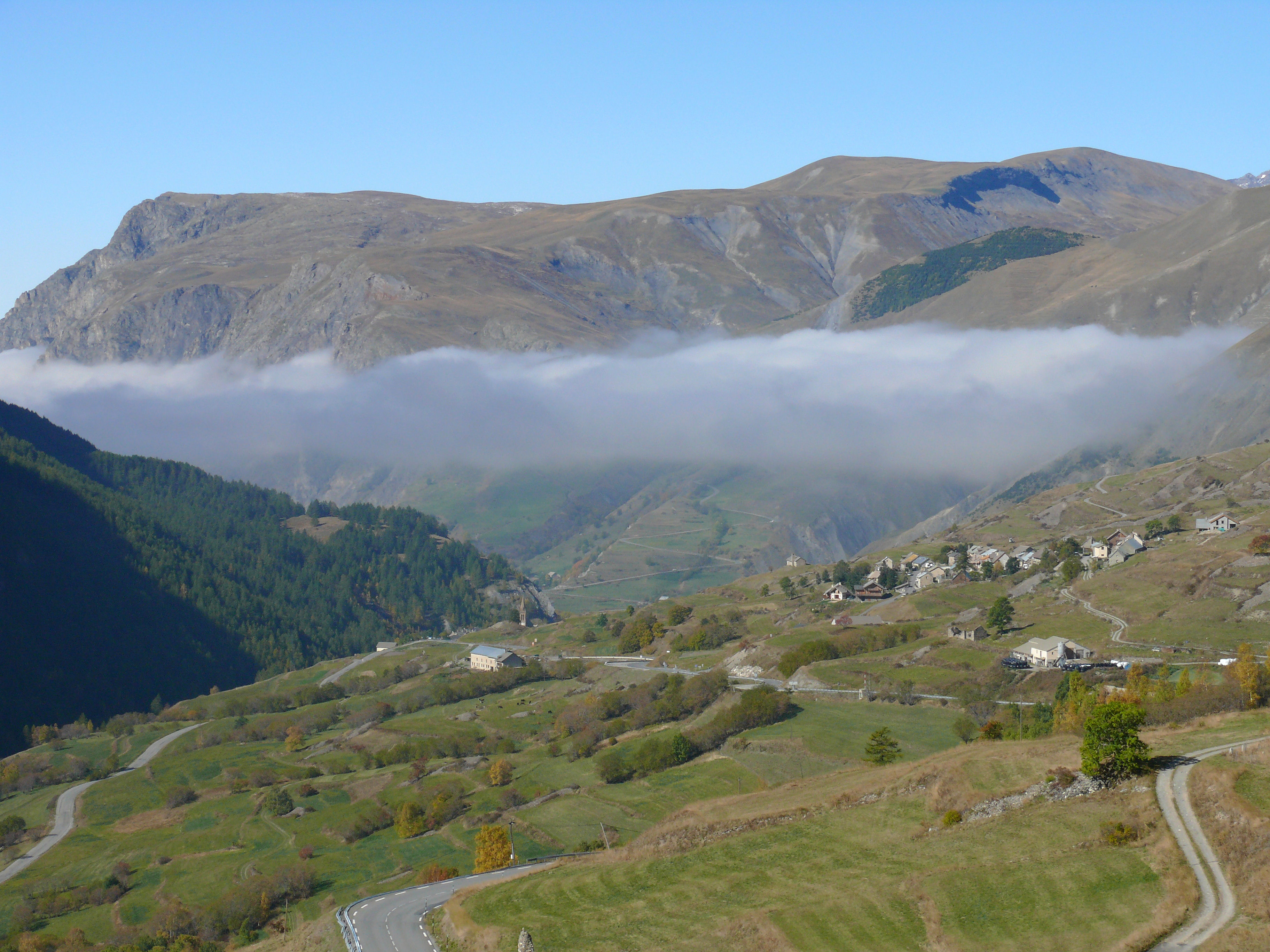
La route du col du Lautaret et le hameau des Cours ; en fond d'image, le plateau d'Emparis.
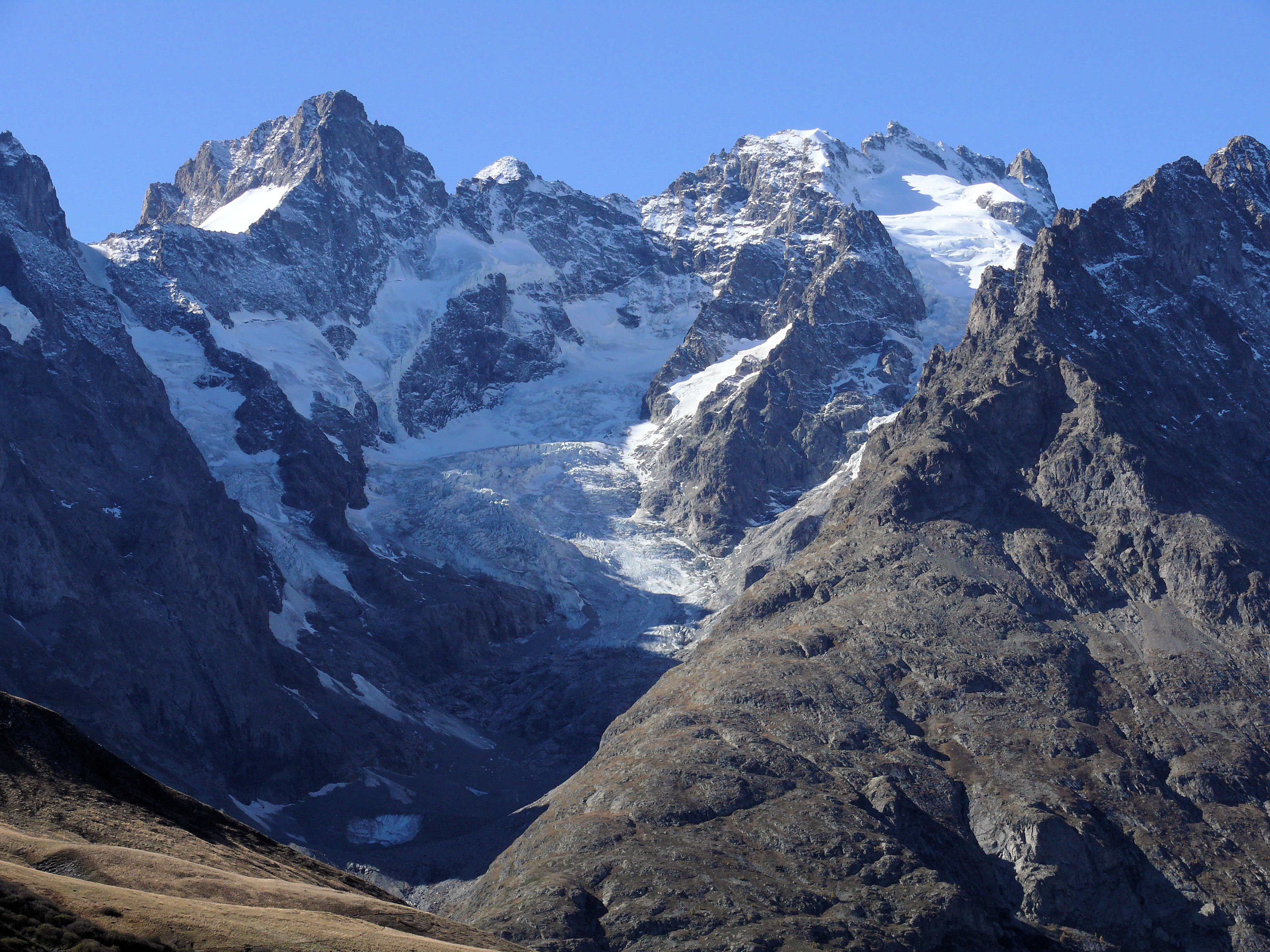
Le massif de la Meije vu du jardin botanique alpin du Lautaret, situé au col du Lautaret.
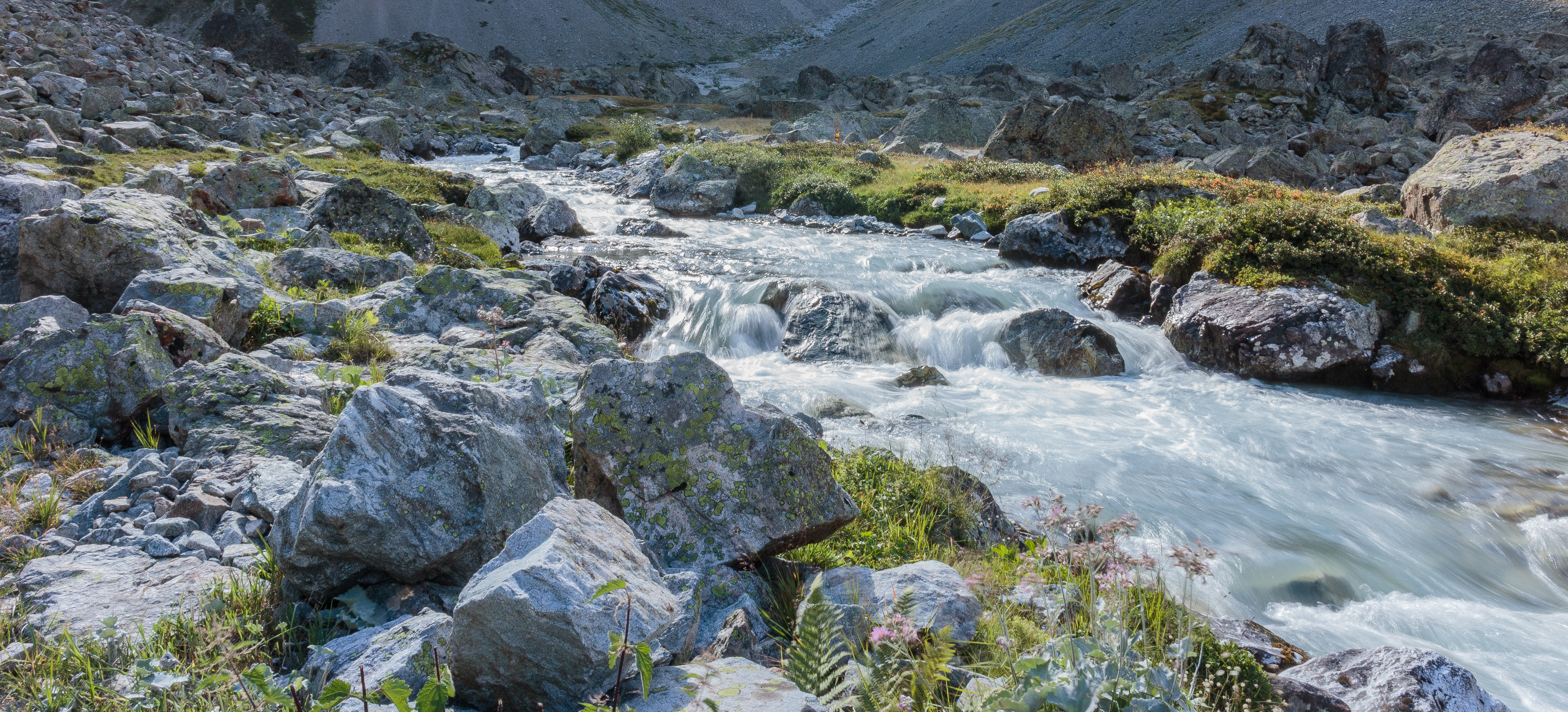
La Romanche, près de ses sources, sur la commune de Villar-d'Arêne.
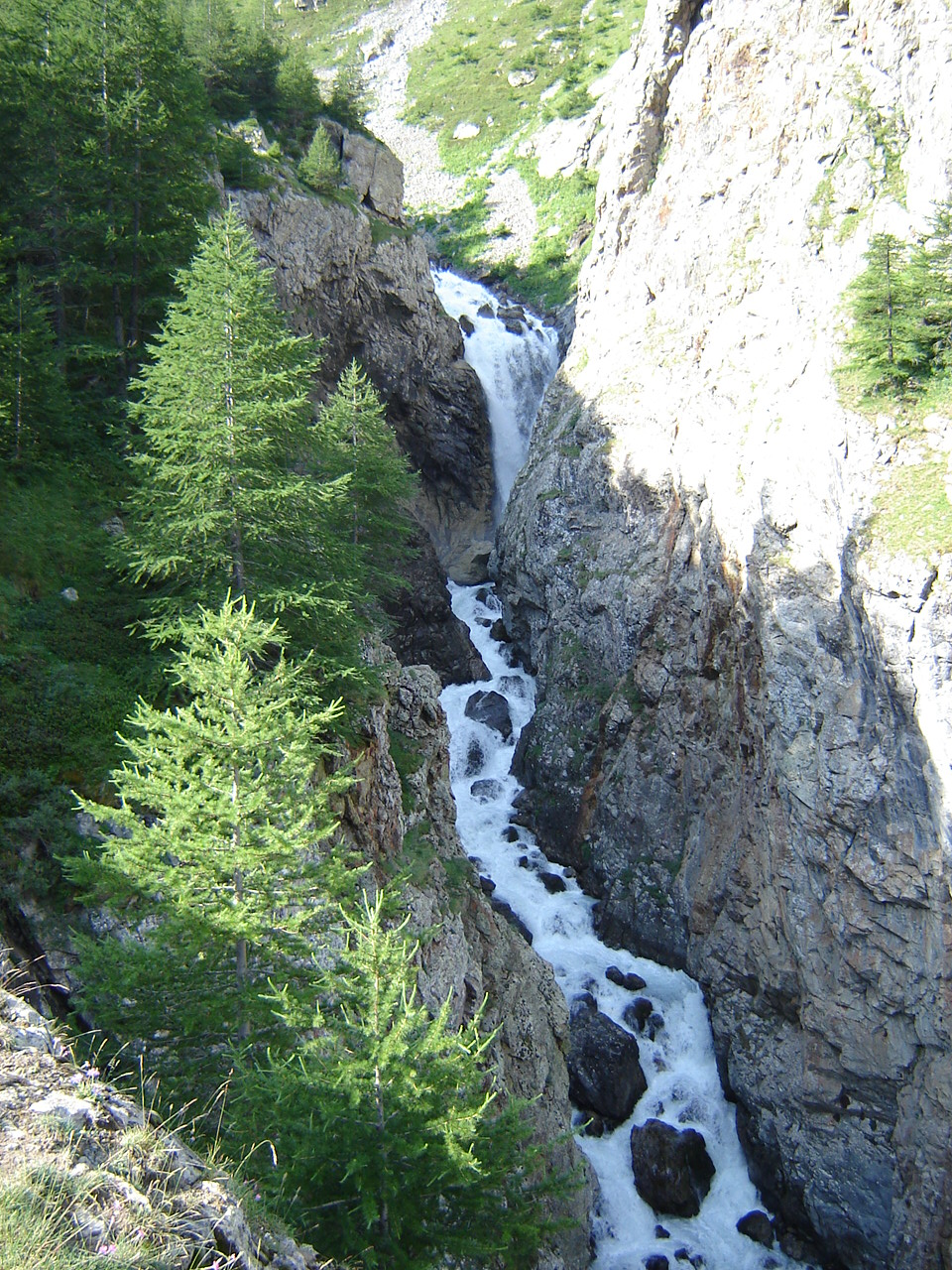
La Romanche, entre l'Alpe de Villar-d'Arêne et le hameau d'Arsine.

### Voies de communication et transports
L'unique voie d'accès est la route départementale 1091 (anciennement la route nationale 91), qui va de Grenoble (Isère) à Briançon (Hautes-Alpes). Cette route traverse la commune de part en part et longe le bourg principal. Des routes départementales de moindre importance (D 7, D 207) permettent d'accéder aux hameaux du village.
La RD 1091 permet la circulation des véhicules automobiles. Celle des véhicules tels que les camions est réglementée en fonction du gabarit et du tonnage de ceux-ci. L'itinéraire est également fréquenté par les motards. Enfin, de nombreux cyclistes empruntent également cette route, en cyclotourisme ou pour du vélo sportif.
La commune bénéficie du réseau de transports départemental avec la Ligne d'Express régional LER 35 (Briançon - Grenoble).
Il existe également plusieurs solutions de covoiturage ainsi que des arrêts dédiés à ce mode de transport (points de rendez-vous).
Enfin, le territoire est doté d'un réseau de sentiers de randonnée à pied tels le GR 50 et le GR 54.

### Climat
Pour des articles plus généraux, voir Climat de Provence-Alpes-Côte d'Azur et Climat des Hautes-Alpes.
En 2010, le climat de la commune est de type climat de montagne, selon une étude du Centre national de la recherche scientifique s'appuyant sur une série de données couvrant la période 1971-2000. En 2020, Météo-France publie une typologie des climats de la France métropolitaine dans laquelle la commune est exposée à un climat de montagne ou de marges de montagne et est dans la région climatique Alpes du sud, caractérisée par une pluviométrie annuelle de 850 à 1 000 mm, minimale en été.
Pour la période 1971-2000, la température annuelle moyenne est de 5,5 °C, avec une amplitude thermique annuelle de 15,7 °C. Le cumul annuel moyen de précipitations est de 1 117 mm, avec 9 jours de précipitations en janvier et 7,8 jours en juillet. Pour la période 1991-2020, la température moyenne annuelle observée sur la station météorologique installée sur la commune est de 5,3 °C et le cumul annuel moyen de précipitations est de 861,2 mm. 
La température maximale relevée sur cette station est de 32,6 °C, atteinte le 23 août 2023 ; la température minimale est de −29,6 °C, atteinte le 5 février 2012,,.
| Mois                                  | jan.           | fév.           | mars           | avril          | mai           | juin          | jui.          | août          | sep.          | oct.           | nov.           | déc.           | année      |
| ------------------------------------- | -------------- | -------------- | -------------- | -------------- | ------------- | ------------- | ------------- | ------------- | ------------- | -------------- | -------------- | -------------- | ---------- |
| Température minimale moyenne (°C)     | −9,8           | −10,6          | −6             | −0,6           | 2,7           | 5,5           | 6,8           | 6,5           | 3,9           | 1,3            | −3,4           | −7,8           | −1         |
| Température moyenne (°C)              | −3,7           | −3,6           | 0,2            | 5,1            | 8,6           | 12,3          | 14,1          | 13,6          | 10,5          | 7              | 1,6            | −2,4           | 5,3        |
| Température maximale moyenne (°C)     | 2,4            | 3,3            | 6,4            | 10,8           | 14,5          | 19            | 21,5          | 20,6          | 17            | 12,7           | 6,6            | 3,1            | 11,5       |
| Record de froid (°C) date du record   | −26,8 27.01.05 | −29,6 05.02.12 | −25,7 13.03.06 | −18,1 05.04.19 | −8,7 06.05.19 | −6,1 01.06.06 | −1,2 25.07.11 | −2 31.08.10   | −7,3 27.09.20 | −11,4 29.10.12 | −21,7 27.11.10 | −25,1 18.12.10 | −29,6 2012 |
| Record de chaleur (°C) date du record | 12,9 13.01.07  | 14,9 02.02.16  | 16,8 31.03.21  | 21,7 08.04.11  | 25,6 22.05.22 | 32,5 27.06.19 | 31,1 18.07.23 | 32,6 23.08.23 | 27 12.09.18   | 24,5 02.10.23  | 19,1 10.11.15  | 13,1 10.12.16  | 32,6 2023  |
| Précipitations (mm)                   | 44,3           | 44,1           | 52,6           | 65,7           | 95,4          | 77            | 70,4          | 81,9          | 58,1          | 92             | 102,2          | 77,5           | 861,2      |

| Diagramme climatique                                  |              |           |              |             |         |             |             |           |           |              |             |
| J                                                     | F            | M         | A            | M           | J       | J           | A           | S         | O         | N            | D           |
| 2,4−9,844,3                                           | 3,3−10,644,1 | 6,4−652,6 | 10,8−0,665,7 | 14,52,795,4 | 195,577 | 21,56,870,4 | 20,66,581,9 | 173,958,1 | 12,71,392 | 6,6−3,4102,2 | 3,1−7,877,5 |
| Moyennes : • Temp. maxi et mini °C • Précipitation mm |              |           |              |             |         |             |             |           |           |              |             |

Les paramètres climatiques de la commune ont été estimés pour le milieu du siècle (2041-2070) selon différents scénarios d'émission de gaz à effet de serre à partir des nouvelles projections climatiques de référence DRIAS-2020. Ils sont consultables sur un site dédié publié par Météo-France en novembre 2022.

## Urbanisme

### Typologie
Au 1er janvier 2024, Villar-d'Arêne est catégorisée commune rurale à habitat dispersé, selon la nouvelle grille communale de densité à 7 niveaux définie par l'Insee en 2022.
Elle est située hors unité urbaine et hors attraction des villes,.

### Occupation des sols

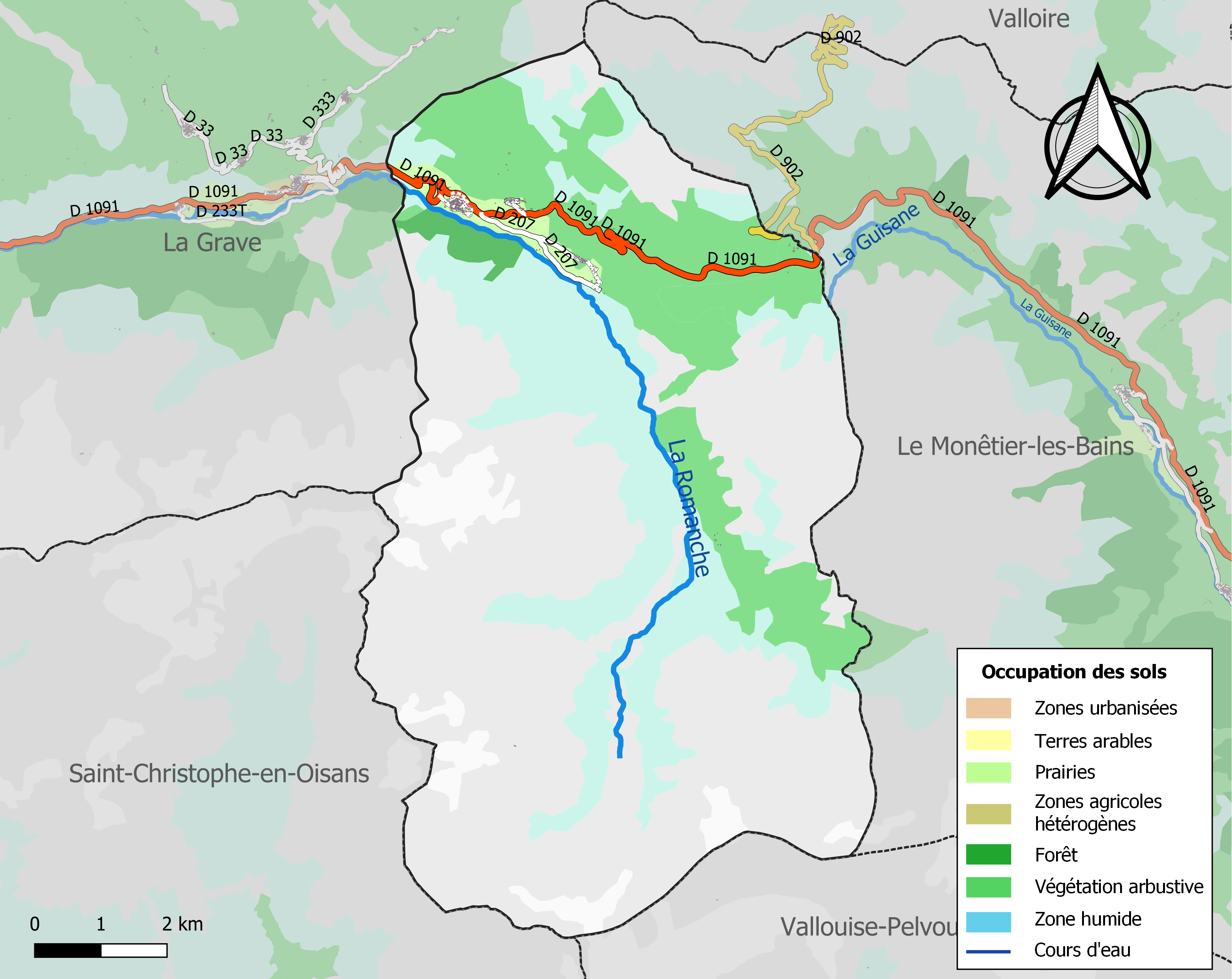
Carte des infrastructures et de l'occupation des sols de la commune en 2018 (CLC).

Le tableau ci-dessous présente l'occupation des sols de la commune en 2018, telle qu'elle ressort de la base de données européenne d’occupation biophysique des sols Corine Land Cover (CLC).
| Type d’occupation                             | Pourcentage | Superficie (en hectares) |
| --------------------------------------------- | ----------- | ------------------------ |
| Prairies et autres surfaces toujours en herbe | 1,8 %       | 140                      |
| Forêts de conifères                           | 1,1 %       | 88                       |
| Pelouses et pâturages naturels                | 15,6 %      | 1219                     |
| Landes et broussailles                        | 1,9 %       | 147                      |
| Végétation clairsemée                         | 22,5 %      | 1751                     |
| Roches nues                                   | 52,2 %      | 4071                     |
| Glaciers et neiges éternelles                 | 4,9 %       | 382                      |
| Source : Corine Land Cover                    |             |                          |

L'occupation des sols est marquée par la haute montagne. Les espaces ouverts sans ou avec peu de végétation représentent 79,6 % de la surface communale.

## Toponymie
Selon le Dictionnaire topographique de la France du Comité des travaux historiques et scientifiques, Villar-d'Arêne et sa paroisse ont eu successivement les noms de :
- Durotingo (Ravenne) ; (table de Peutinger) ; ou Durotinco ; Il s'agissait alors d'un relais sur la voie romaine menant du Mont-Genèvre à Grenoble.
- Arene superiores, 1080 (Cart. Ulc. p. 160)
- Arene, 1310 (Inv. des Dauph. p. 20)
- Vilarium Arenarum, 1334 (« Villar d'Arène »).(Valb. II, p. 245)
- Arene superiores, XIVe siècle (Cartulaire de saint Hugues, p. 272)
- Vilarium Arenarum, 1409 (Is. B, 2,994)
- Ecclesia Villaris Arenarum seu de Arenis superioribus, 1497 (Cartulaire de saint Hugues, p. 285)
- Parrochia Villarii Arenarum in Oysenco, 1497 (Cartulaire de saint Hugues, p. 381)
- Ecclesia Villaris Arenarum superiorum, 1497 (Cartulaire de saint Hugues, p. 307)

Au début du XVIIe siècle, la carte des environs de Briançon, de Jean de Beins (1577-1651), fait apparaître deux villages proches : Le Vilars et Darene et quelques hameaux. Le même auteur mentionne un seul village nommé Vilars Darene dans sa carte Delphinatus vulgo Dauphiné avec ses confins des Pais et provinces voisines, éditée en 1631, et qui a un moindre niveau de détail que l'autre carte.
La carte de Cassini (XVIIIe siècle) fait apparaître Villard d'Arene et nomme les hameaux : le Chardoufsier, Grandes Cours, Petites Cours, le Pied du Col de Lautaret, les Paluds, les Arsines. Elle cite aussi au col du Lautaret : Lautaret Hospice Roial.
Il semble qu'en 1793, le nom de la commune ait été orthographié Villardarennes dans certains documents, et Villard-Darenne en 1801.
Vilar Arenas en occitan.
Villar garde, au sens latin du terme, ou de l'occitan vilar, le sens de « village, hameau ».
Arène définit un sable plus ou moins grossier et issu de la décomposition des roches sédimentaires.

## Histoire

### Période de l'Âge du Bronze
Des découvertes archéologiques ont permis de constater la présence de l'homme sur le territoire pendant l'Âge du Bronze,,. 70 pièces de bronze datant de cette période ont été découvertes sur un site à 2 070 m d'altitude, certainement laissées là par une population de Ligures (issue du Nord-Ouest de l'actuelle Italie) installée dans le secteur vers 800 av. J.-C.. La tribu celte des Ucenni, à l'origine des villages de la Haute Romanche, aurait plus tard remplacé ces premiers habitants connus ; ce seraient également ses membres qui auraient été les premiers à défricher les environs.

### Antiquité
Durant l'Antiquité, une voie romaine le traverse. La table de Peutinger, une copie faite au Moyen Âge d'une carte de l'Empire romain, annonce sur cette voie romaine Durotinco à VII milles (soit 7 x 2222 mètres) de Stabatione (Le Monêtier les bains). Il semble que cette station corresponde au hameau du Pied-du-Col ou à celui des Cours.

### Moyen Âge

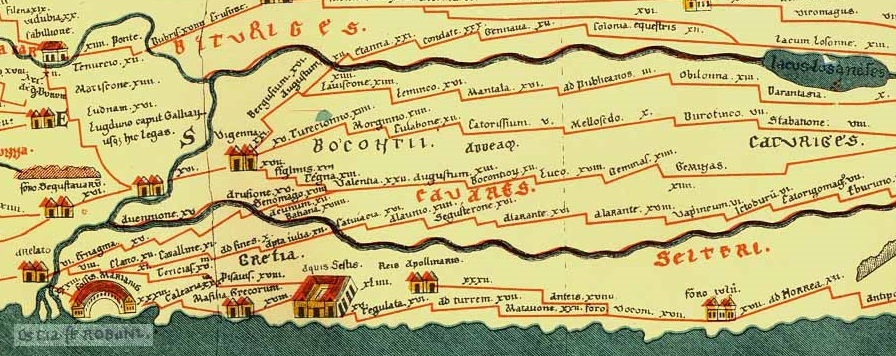
Extrait de la Table de Peutinger, datant du IVe siècle, concernant l'actuel sud-est de la France. La station Durotinco (peut-être Villar-d'Arêne ou le Pied-du-Col) est proche du territoire des Caturiges.

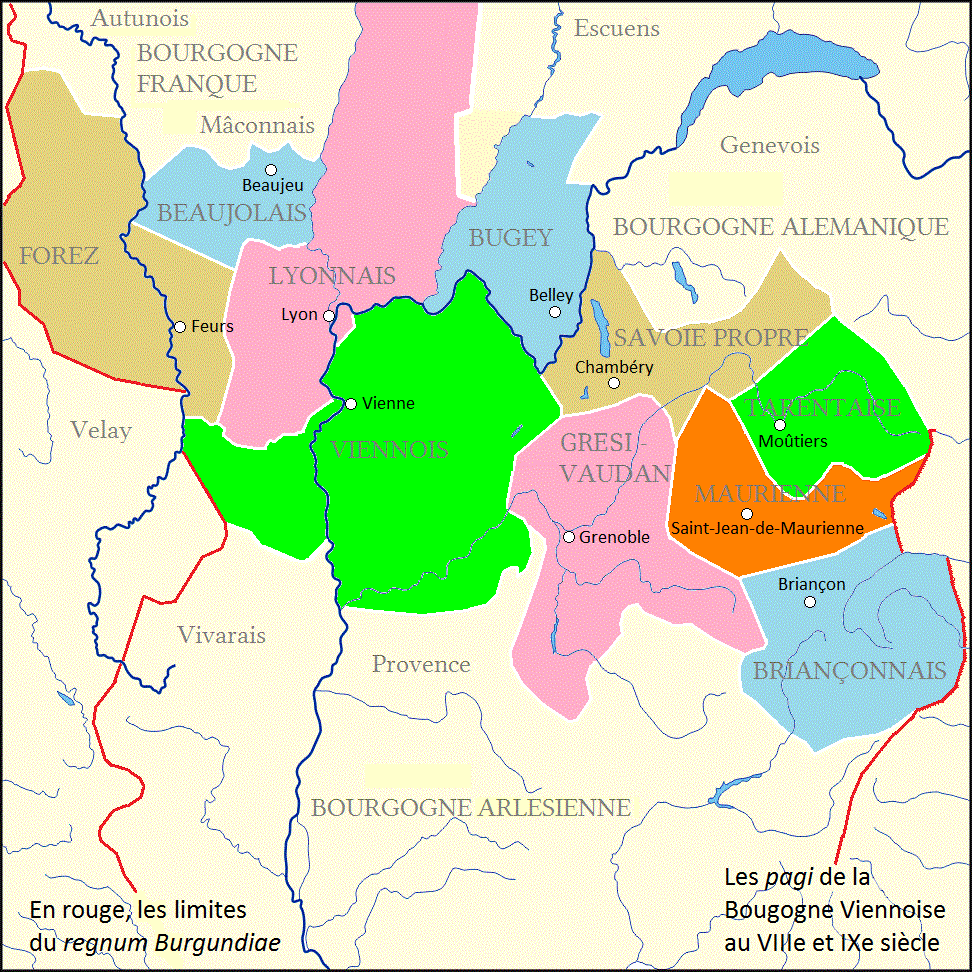
Les pagi de la Bourgogne Viennoise aux VIIIe siècle et IXe siècle : l'Oisans fait partie du « Grésivaudan » et se situe au sud de la Maurienne et à l'est du Briançonnais.

Les écrits les plus anciens que nous ayons sur la vie dans le territoire de La Grave et Villar-d'Arêne semblent remonter au XIIe siècle. Les deux villages étaient alors nommés les Arènes Inférieures (La Grave) et les Arènes Supérieures (Villar-d'Arêne). Ils appartenaient au mandat de l'Oisans et étaient sous la dépendance de l'abbaye d'Oulx. Il semble que les limites communales au XIIe siècle étaient assez semblables à celles qu'on connaît aujourd'hui. Quant aux hameaux, la plupart existaient déjà à cette époque, et peu d'entre eux ont disparu.
Au Moyen Âge, Villar-d'Arêne et La Grave sont une place importante dans les échanges et l'administration dans le Haut-Oisans. Ces communes étaient bien plus peuplées que de nos jours. Elles font partie du Dauphiné ; le Dauphin y ayant étendu son autorité jusqu'en 1250 et fait disparaître la petite féodalité locale. Ce dernier envisageait le développement d'un axe important de circulation dans la vallée de la Haute Romanche (passant donc par les deux villages). Cependant, les registres d'enquête pour la révision des « feux » entre 1339 et 1450 décrivent les communautés comme très pauvres, avec des habitations tenant plus de cabanes que de maisons, et très peu de mobilier.
Des conflits pour l'utilisation de pâturages éclatent parfois entre les populations de Villar-d'Arêne et du Monêtier-les-Bains, notamment pour le pâturage d'Arsine : il semble que le premier conflit violent date de 1339. La production agricole comprenait essentiellement de l'orge et du seigle, ainsi qu'un peu d'avoine.
Les grandes épidémies et les épisodes de peste de 1347 et 1438 frappent l'Oisans, ainsi que plusieurs périodes marquées par des années froides et pluvieuses, ce qui entraîne une diminution de la population.
Au fil des siècles, les forêts de l'Oisans ont pour certaines été fortement défrichées et, en 1405 et 1428 selon des documents d'archives, il faut aller à au moins 5 lieues des villages de La Grave et Villar-d'Arêne pour trouver du bois pour le feu, et les habitants de ces villages vont jusqu'au Bourg-d'Oisans ou dans la vallée de la Guisane pour en acheter. Ils utilisent également des blocs de fumier séché (les « blaytes ») pour le chauffage, au moins depuis 1428 pour Villar-d'Arêne ; ce matériau sera encore ponctuellement utilisé jusqu'au XXe siècle. La construction des bâtiments est aussi affectée par le manque de bois, acheté dans les vallées voisines à certaines périodes, et cela se traduit en des dimensions de granges moindres que celles de vallées voisines mieux dotées et en des couvertures en paille de seigle.
La fin du Moyen Âge voit les nobles délaisser les terres les plus pauvres et les paysans s'organiser en communautés, qu'ils gèrent. C'est à cette époque que les habitants de Villar-d'Arêne sont affranchis d'impôts, en raison de leur pauvreté et du climat très rigoureux qui règne dans la vallée. Ainsi, les habitants de Villar-d'Arêne se nomment les Faranchins en souvenir du territoire local, « La Faranche », qui bénéficiait des franchises, ce qui lui garantissait une relative autonomie. Les terres sont alors des propriétés individuelles et il y a relativement peu d'inégalités dans la structure sociale du village.

### Époque moderne

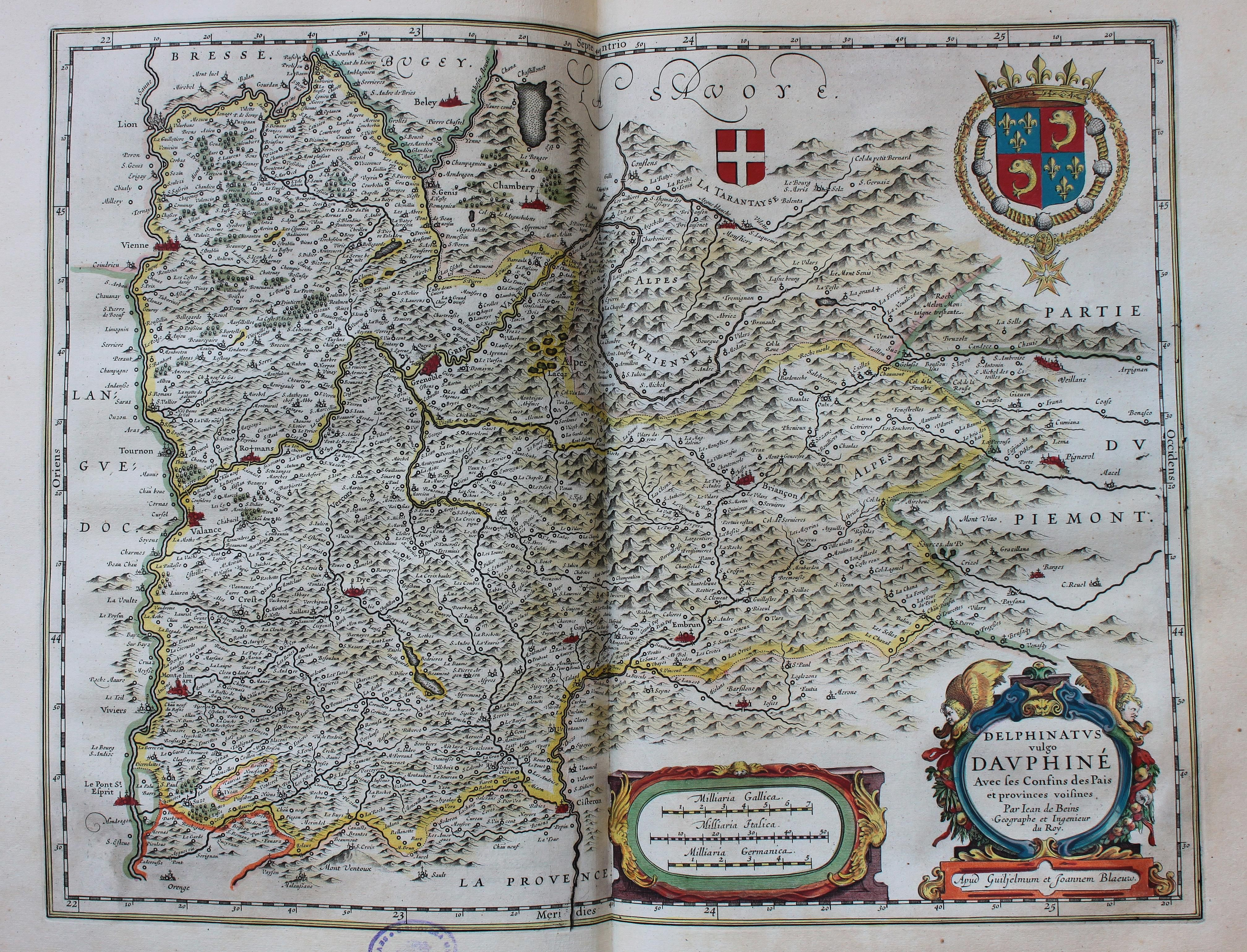
Jean de Beins, « Delphinatus vulgo - Dauphiné avec les confins des pais et provinces voisines ». Villar-d'Arêne apparaît sous le nom Villars darene. On constate la proximité de la frontière savoyarde au nord.

Entre le début du XIVe siècle et la fin du XIXe siècle, le Petit Âge glaciaire, une modification du climat affectant l'Europe et l'Amérique du Nord, amène un refroidissement et une augmentation des pluies sur ces territoires ; cela affecte aussi la vie des populations locales.

#### XVIIesiècle
Plusieurs incendies ont eu lieu au cours des siècles, certains ayant ravagé une partie ou l'intégralité d'un village ; ces événements pouvaient être très destructeurs. En 1664, le hameau des Cours (« Les Grands-Cours », selon un document de l'époque) brûle ; puis en 1667 et 1682, celui d'Arsine (« Alpont », selon un document de l'époque, incluant les deux hameaux actuels du Pied-du-Col et d'Arsine) ; en 1672, c'est la moitié du bourg principal, Villar-d'Arêne, qui subit un incendie.

#### XVIIIesiècle

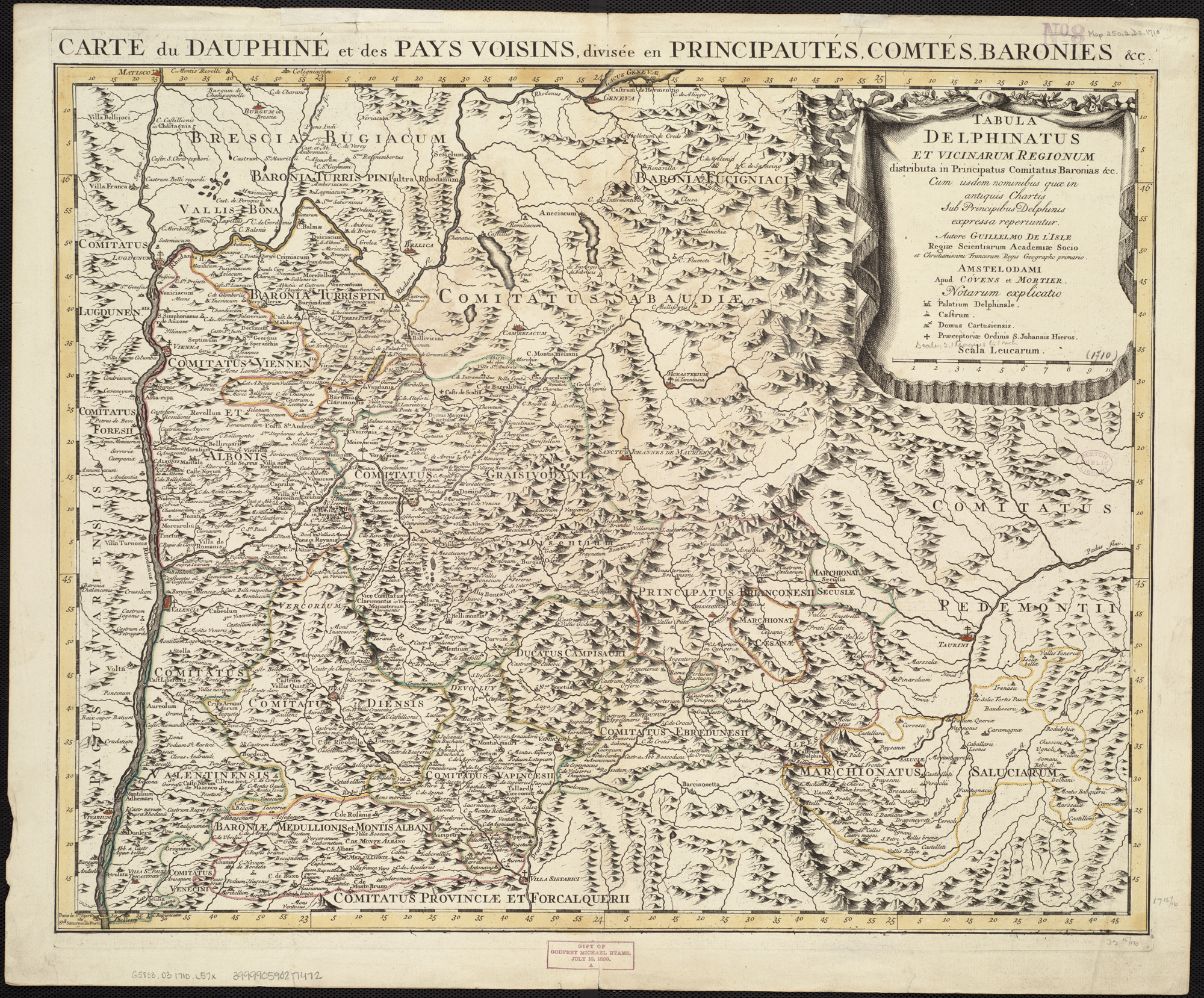
Guillaume de L'Isle, « Carte du Dauphiné et des pays voisins (...) », 1710. Villar-d'Arêne apparaît sous le nom Villarum Arenarum et le Lautaret sous le nom Lautaretum.

Les communautés de l'Oisans situées sur la route du Lautaret voyaient le passage des « gens de guerre » entre France et Italie depuis des siècles et elles devaient, moyennant finances, leur délivrer gîte et ravitaillement ; cet état de fait durera jusqu'à la Révolution française de 1789. Quelques exemples : en mars 1510, les troupes du chevalier Bayard avaient fait halte à La Grave ; en septembre 1692, les troupes du maréchal Catinat avaient descendu la vallée de la Romanche. En 1712, ce sont 22 régiments qui passent sur la route du Lautaret : Villar-d'Arêne fournit le couvert pour les soldats, leur ration de bouche, le foin pour les chevaux et de nouvelles montures. En mai 1748, ce sont 450 quintaux de foin que La Grave et Villar-d'Arêne doivent fournir aux régiments stationnés à Briançon.
Une nouvelle plante est introduite en Oisans après 1750 : la pomme de terre ; une variété hâtive mûrissant en 100 jours est sélectionnée et, au fil des décennies, sa culture et son commerce se développeront.
Le dimanche 2 novembre 1771, à l'issue de la messe, un incendie se déclare, attisé par un vent violent. Il dévaste l'intégralité du village — 72 ou 76 maisons — en moins d'un quart d'heure et l'église elle-même subit des destructions importantes. Le village est reconstruit après une collecte de bois au Monêtier-les-Bains et dans la petite forêt de Villar-d'Arêne. C'est à partir de cette époque que les toitures délaissent le chaume, trop aisément combustible, et se couvrent d'ardoises.
Au début de la Révolution française, le nouveau découpage de la France en départements (1790) intègre initialement la commune au département de l'Isère, situé sur le même bassin hydrographique et économique (à l'ouest du col du Lautaret). Mais les communes de La Grave et de Villar-d'Arêne souhaitent être intégrées au département des Hautes-Alpes, vraisemblablement dans l'espoir de bénéficier du régime fiscal préférentiel de la République des Escartons ainsi que de l'exploitation des forêts du Monêtier-les-Bains. Lorsque l'Assemblée nationale abolit ce privilège fiscal, il est trop tard pour revendiquer une intégration au département de l'Isère.

#### XIXesiècle

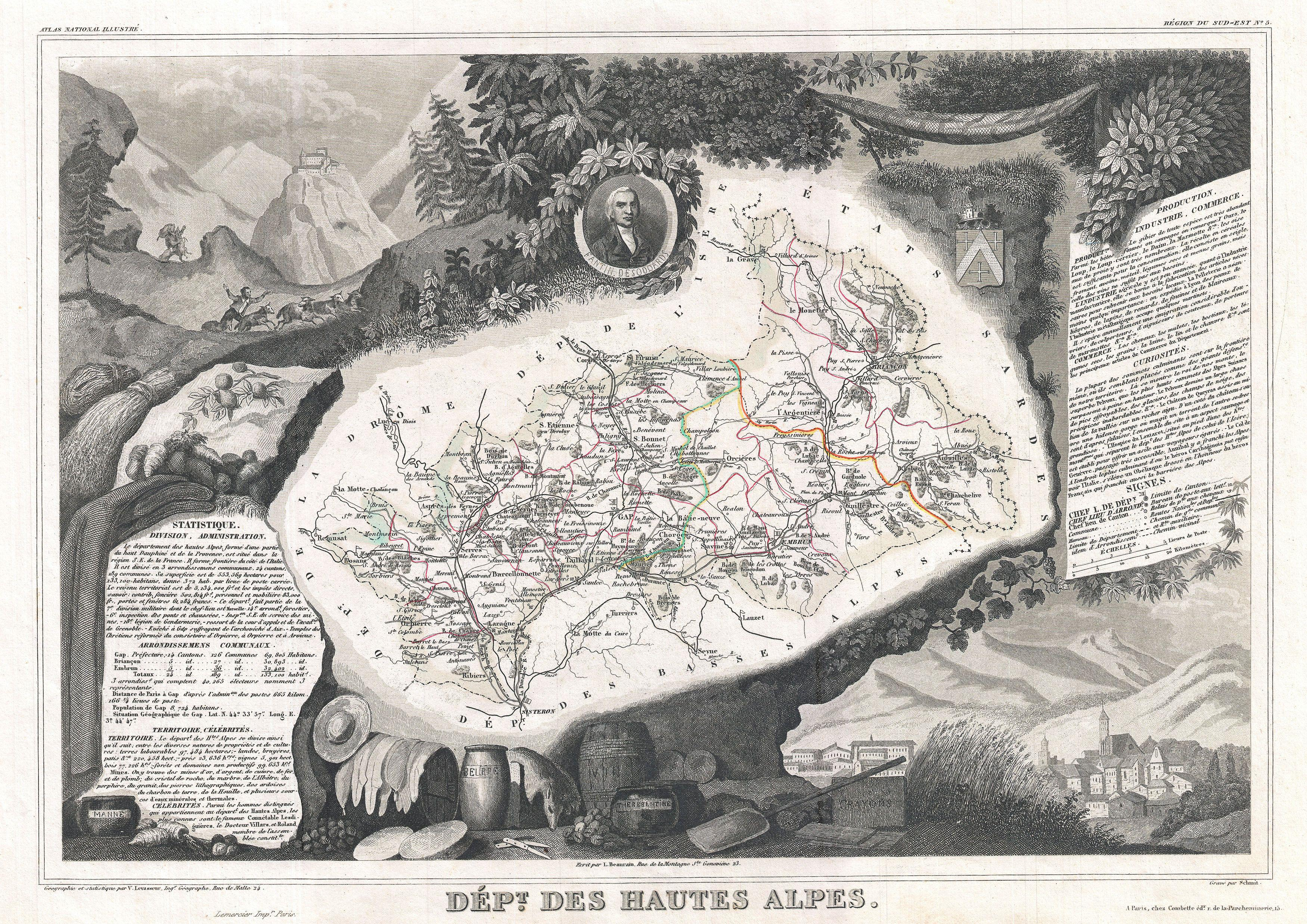
Carte du département des Hautes-Alpes, par le géographe Victor Levasseur, en 1852. Villar-d'Arêne et la Grave sont à l'extrême nord du département.

Le premier tiers du XIXe siècle voit une explosion démographique dans le canton (2 300 habitants au total sur les territoires de Villar-d'Arêne et de La Grave). Pour nourrir cette population, on utilise de toutes les ressources du site et l'on récolte le foin destiné aux animaux jusqu'à 2 350 m d'altitude ; les champs de céréales cultivées atteignaient pour certains les 2 000 m d'altitude. La récolte de branches de saule et de bouleau permet de chauffer les fours, notamment le four communal pour la fabrication du « pain bouilli » qui a lieu une fois l'an afin d'économiser le combustible ; les feuilles d'arbres récoltées servent à nourrir chèvres et moutons pendant l'hiver.
Les forêts de mélèze qui existent de nos jours sur le versant ubac de la vallée de la Romanche au niveau de la commune se sont développées à partir du XIXe siècle et dans le courant du XXe siècle. À la fin du XVIIIe siècle, une volonté des habitants de reconstituer des bois sur des terrains communaux apparaît et 80 hectares de parcelles couvertes de mélèzes sont recensés. Cependant, en 1834, seuls 28 hectares apparaissent dans un procès-verbal de reconnaissance : ceci est peut-être lié à une utilisation du bois pour la reconstruction des toits du village après l'incendie de 1771.
La modification du système agricole traditionnel débute vers les années 1830, alors que certains se tournent davantage vers l'engraissement de bétail en été, à la différence de ceux qui conservent les usages anciens et équilibrent fourrage, animaux et cultures, les uns permettant l'entretien des autres (nourriture, fertilisation). Le premier troupeau de moutons transhumant venu de Camargue s'installe dans les pâturages de l'Alpe de Villar-d'Arêne en juin 1852 ; le Briançonnais accueillait la transhumance depuis le XIIIe siècle, à la différence de la Haute-Romanche et du reste de l'Oisans qui n'en ont tiré parti qu'à partir du XIXe siècle. Une fruitière est installée sur la commune en 1885 afin de fabriquer des fromages ; ce projet avait commencé en 1855 avec 3 familles et 15 vaches, il rassemblait déjà 30 familles en 1865. En parallèle, une porcherie industrialisée, la seule de l'Oisans, permet de valoriser le petit-lait résultant de la fabrication des fromages ; les charcutiers de Grenoble tiraient parti des porcs pour leurs charcuteries.

Vers le milieu du siècle, les foyers les plus aisés commencent à utiliser le « pétri de charbon » (anthracite) issu de la mine du Pont de l'Alp (vallée de la Guisane) pour se chauffer.

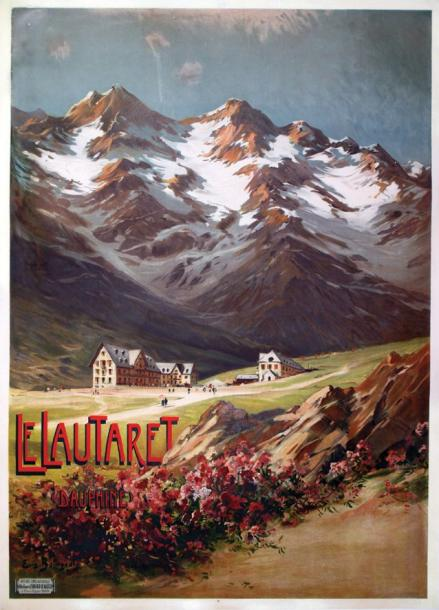
Le Lautaret, Dauphiné, affiche d'Eugène-Victor Bourgeois (1855-1909).

Dans la seconde moitié du XIXe siècle, la construction de la route du Lautaret, remplaçant les anciennes voies d'accès, permet une circulation facilitée et le désenclavement du territoire. Cela occasionne aussi pour les habitants de la commune un enrichissement de leur activité, autrefois essentiellement basée sur l'agriculture et le colportage, avec de nouvelles activités liées aux équipages et visiteurs de passage ainsi qu'aux alpinistes en quête de sommets à gravir.

#### XXesiècle
Sur le plan agricole, les labours cèdent peu à peu la place aux prairies de fauche, l'économie agricole s'orientant de plus en plus vers la production de fourrage et de lait et, à partir de 1918, la production de jeunes bovins de qualité. La commune voit arriver peu à peu de nouvelles technologies, comme la faucheuse à traction animale dans la première moitié du siècle, et par la suite les motofaucheuses qui remplacent la faux vers 1950, les tracteurs mécaniques dans les années 1960-1970, etc.
Le XXe siècle voit l'exode rural marquer le village, avec une partie de la population migrant vers les villes. Il voit également se développer l'activité touristique des lieux, autant hivernale qu'estivale.

##### Villar-d'Arêne dans les guerres mondiales
La commune paie un tribut de dix-sept combattants durant la Première Guerre mondiale puis quatorze autres durant la Seconde.
Les morts de la Seconde guerre mondiale comprennent les fusillés du col du Lautaret le 11 août 1944 et les otages morts au tunnel du Chambon le même jour. En effet, la colonne allemande en provenance de Briançon, après s'être fait attaquer par des résistants, a réuni les hommes présents au col du Lautaret (dix-sept) et les a exécutés en représailles. Poursuivant son avancée, elle a pris de force tous les hommes de Villar-d'Arêne qui n'étaient pas aux champs. Arrivée à la Grave, elle a fusillé deux résistants. Enfin, au tunnel du Chambon, elle a fait passer les otages Faranchins devant elle dans le tunnel miné, ce qui a mené à la mort de neuf d'entre eux tandis que les autres étaient blessés.

##### Seconde moitié duXXesiècle

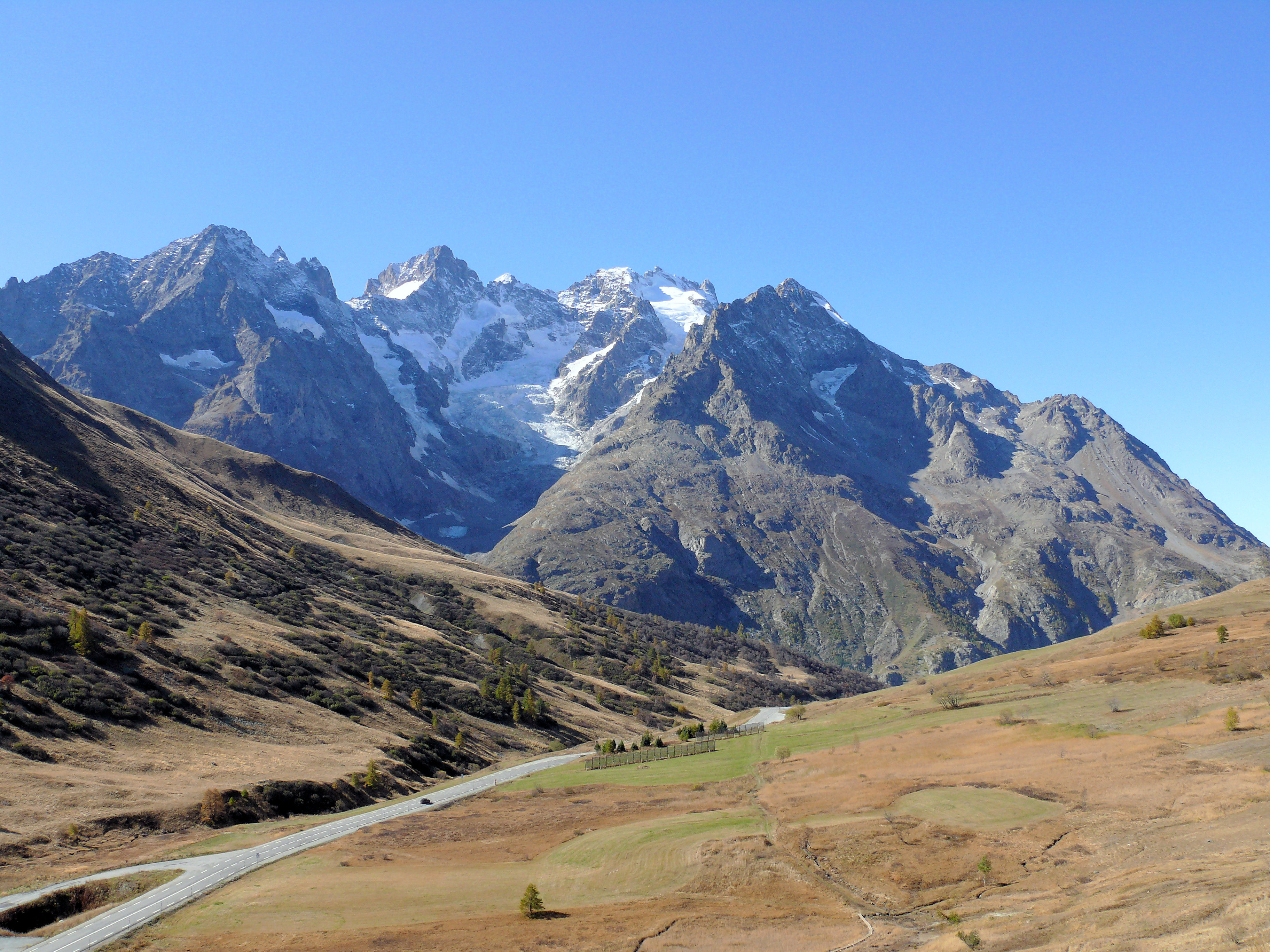
Le massif de la Meije vu du col du Lautaret, dont on voit les prairies.

Après la seconde guerre mondiale, l'exode rural s'intensifie, la population paysanne diminue ainsi que son cheptel, et la fruitière ferme, remplacée par une coopérative laitière, la « Maison Dauphinée », qui ramasse le lait de Villar-d'Arêne jusqu'en 1970. L'élevage de génisses et leur vente aux éleveurs laitiers des Alpes, notamment de Savoie et de Haute-Savoie, se poursuit sous forme d' « ateliers génisses », qui comportent en majorité des races abondance et tarine ; par ailleurs, l'élevage de mouton est toujours d'actualité. Apparue en 1975, l'Association Foncière Pastorale (AFP) regroupe d'abord les terrains des parties hautes de l'adret de la commune, puis l'ensemble de l'espace agricole à partir de 1990 ; elle permet une organisation collective : les propriétaires de parcelles les louent à l'AFP, qui les loue aux agriculteurs.
La commune a connu un minima de population dans les années 1970, puis un accroissement progressif depuis les années 1990 et l'installation de nouveaux habitants.

#### XXIesiècle
Des recherches scientifiques sont menées au col du Lautaret et dans d'autres sites de la commune de Villar-d'Arêne par des entités telles que le Laboratoire d’Écologie Alpine, dépendant de l'Université de Grenoble et du CNRS, notamment autour de questions liées à la biodiversité et aux paysages, au changement climatique, et à des évolutions de l'agriculture en montagne.
Jusqu'en 2015, la commune de Villar-d'Arêne a fait partie du canton de La Grave, dont La Grave était le chef-lieu, jusqu'à ce que ce canton fusionne avec le canton de Briançon-sud pour former le nouveau canton de Briançon-1.

## Politique et administration
| Période                                  | Période          | Identité                          | Étiquette    | Qualité            |
| ---------------------------------------- | ---------------- | --------------------------------- | ------------ | ------------------ |
| Les données manquantes sont à compléter. |                  |                                   |              |                    |
|                                          | 1892             | Jean Antoine Gonnet               |              |                    |
| 1892                                     | 1903             | Antoine Stanislas Gonnet          |              |                    |
| 1903                                     | 1904             | Albert Célestin Jullien           |              |                    |
| 1904                                     | 1908             | Louis Camille Bois                |              |                    |
| 1908                                     |                  | Julien Albert                     |              |                    |
|                                          |                  |                                   |              |                    |
|                                          |                  | Joseph François Auguste Castillan |              |                    |
|                                          |                  |                                   |              |                    |
|                                          |                  | Benjamin Bois                     |              |                    |
| 1953                                     | 1959             | Jean-Baptiste Albert              |              |                    |
| 1959                                     | 1977             | René Ruynat                       |              |                    |
| 1977                                     | 1983             | Camille Rousset                   |              |                    |
| 1983                                     | 2001             | Henri Ranque                      | DVG puis DVD | Conseiller général |
| 2001                                     | 2006 (démission) | Edmond Chancel                    |              |                    |
| 2006                                     | 2014             | Xavier Cret                       | DVD          | Conseiller général |
| mars 2014                                | En cours         | Olivier Fons,                     |              | Ancien cadre       |

## Population et société

### Démographie

#### Évolution démographique

##### Durant l'ancien régime
Le recensement de la population pendant cette période peut être estimé approximativement en fonction du nombre de feux fiscaux dans une paroisse. Les enquêtes pontificales, les procès de révision des feux et les visites pastorales permettent d'avoir un dénombrement de ceux-ci. Dans le Dauphiné, pour le XVe siècle, il est souvent estimé qu'un feu correspond approximativement à 5 personnes.
En 1339, une enquête pontificale concernant le diocèse de Grenoble fait apparaître que la paroisse de Villar-d'Arêne compte 150 feux. Les visites pastorales entre 1399 et 1414 en dénombrent 60 ; la révision des feux entre 1474 et 1476 en dénombre 70 ; les visites pastorales entre 1488 et 1497 et le pouillé de 1497 en comptent 80. En 1540 puis en 1551, des visites pastorales dénombrent 160 feux dans cette paroisse.

##### Après la Révolution française de 1789
L'évolution du nombre d'habitants est connue à travers les recensements de la population effectués dans la commune depuis 1793. Pour les communes de moins de 10 000 habitants, une enquête de recensement portant sur toute la population est réalisée tous les cinq ans, les populations de référence des années intermédiaires étant quant à elles estimées par interpolation ou extrapolation. Pour la commune, le premier recensement exhaustif entrant dans le cadre du nouveau dispositif a été réalisé en 2008.

En 2022, la commune comptait 290 habitants, en évolution de −9,94 % par rapport à 2016 (Hautes-Alpes : +0,4 %, France hors Mayotte : +2,11 %).
| 1793 | 1800 | 1806 | 1821 | 1831 | 1836 | 1841 | 1846 | 1851 |
| ---- | ---- | ---- | ---- | ---- | ---- | ---- | ---- | ---- |
| 421  | 533  | 546  | 491  | 477  | 490  | 485  | 505  | 528  |

| 1856 | 1861 | 1866 | 1872 | 1876 | 1881 | 1886 | 1891 | 1896 |
| ---- | ---- | ---- | ---- | ---- | ---- | ---- | ---- | ---- |
| 483  | 444  | 414  | 424  | 419  | 421  | 392  | 409  | 421  |

| 1901 | 1906 | 1911 | 1921 | 1926 | 1931 | 1936 | 1946 | 1954 |
| ---- | ---- | ---- | ---- | ---- | ---- | ---- | ---- | ---- |
| 402  | 308  | 301  | 248  | 226  | 211  | 221  | 227  | 178  |

| 1962 | 1968 | 1975 | 1982 | 1990 | 1999 | 2006 | 2008 | 2013 |
| ---- | ---- | ---- | ---- | ---- | ---- | ---- | ---- | ---- |
| 174  | 160  | 155  | 184  | 178  | 219  | 271  | 284  | 324  |

| 2018 | 2022 | - | - | - | - | - | - | - |
| ---- | ---- | - | - | - | - | - | - | - |
| 300  | 290  | - | - | - | - | - | - | - |

### Enseignement
L'école primaire publique de Villar-d'Arêne dépend de l'académie d'Aix-Marseille. Elle accueille 24 élèves en 2016.
Un regroupement scolaire à l'échelle du canton de La Grave (auquel appartient la commune de Villar-d'Arêne) répartit l'enseignement maternel et primaire des enfants dans les deux écoles de ces communes jusqu'en 2019. À la rentrée scolaire 2019-2020, un seul bâtiment regroupe l'ensemble des écoles du canton de La Grave-Villar-d'Arêne dans une structure nouvelle : il est situé dans un hameau de ce second village, Arsine,.
L'enseignement secondaire est habituellement effectué dans les collèges de Briançon (Hautes-Alpes, académie d'Aix-Marseille) ou du Bourg d'Oisans (département de l'Isère, académie de Grenoble), puis dans les lycées de Briançon ou de Vizille (Isère).

### Santé
Le cabinet médical avec un médecin généraliste le plus proche se trouvait jusqu'en 2020 au cabinet médical de La Grave,, village voisin situé à moins de 3 km. La Maison de santé de la Haute-Romanche, qui regroupe des médecins généralistes et propharmaciens, des kinésithérapeutes et une psycho-praticienne, a été inaugurée à Villar-d'Arêne dans le courant de l'année 2020,,. Durant l'année 2022, cette maison médicale est fermée, du fait d'un manque de médecins[réf. nécessaire]. Depuis, un nouveau médecin s'est installé,. Les communes les plus proches dotées de médecins généralistes sont notamment le Monêtier-les-Bains, les Deux Alpes, le Bourg-d'Oisans. L'hôpital le plus proche est celui de Briançon (Hautes-Alpes) ; d'autres hôpitaux habituellement fréquentés par les habitants sont ceux de Grenoble (Isère).

### Sports

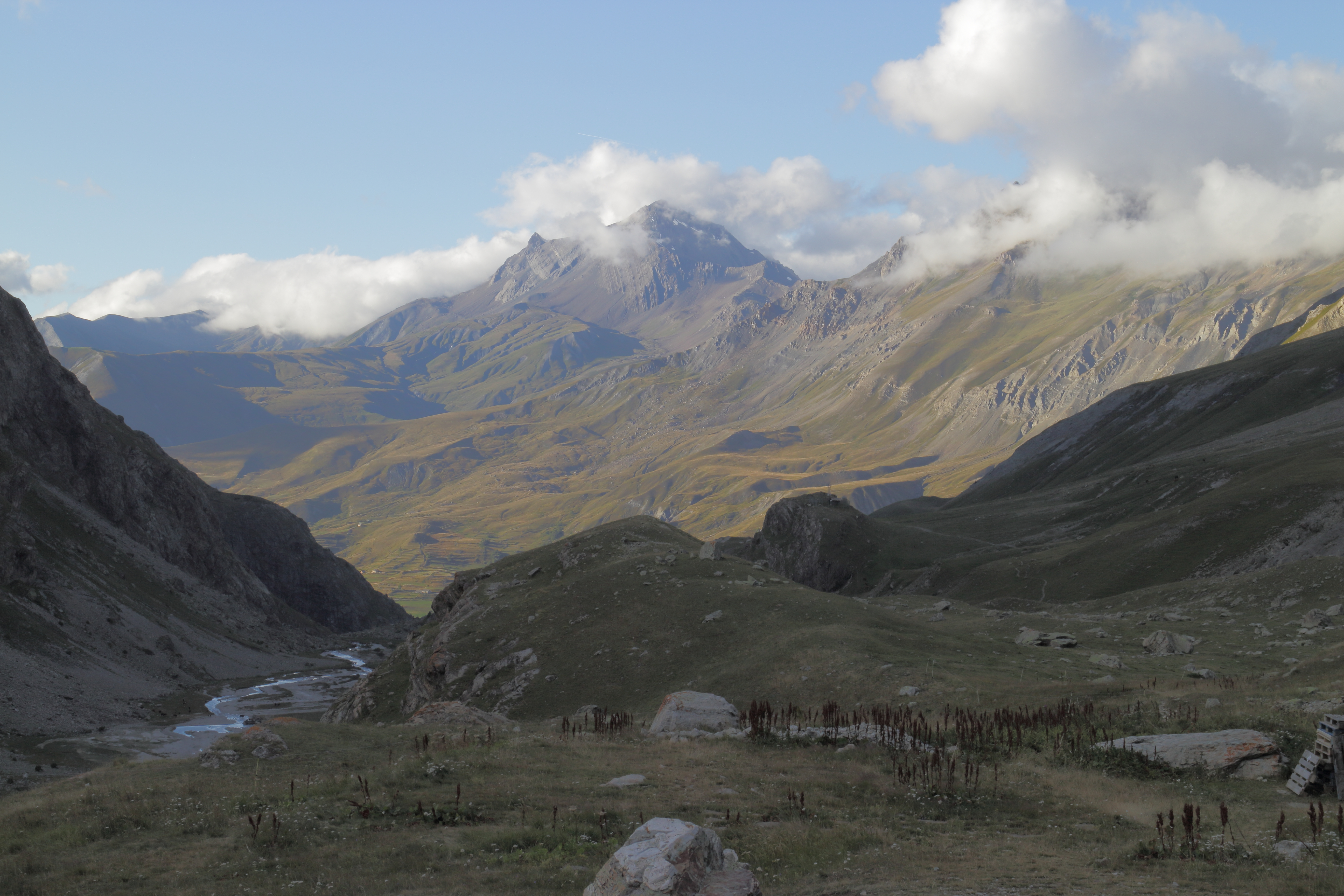
Le versant adret au-dessus de Villar-d'Arêne et l'Aiguille du Goléon, vus depuis le refuge de l'Alpe de Villar-d'Arêne.

La situation géographique de la commune permet la pratique de plusieurs sports de plein air au cours de l'année.

#### Les «sports d'été»
En plus de la randonnée pédestre, notamment dans le Parc national des écrins, sur les GR 50 et GR 54 et les sentiers de randonnée qui parcourent la moyenne et la haute montagne autour du village et ses hameaux, sont possibles la randonnée avec des ânes, la pratique de l'escalade et une via ferrata, le cyclisme sur route (col du Lautaret, col du Galibier, cols situés sur les communes avoisinantes), le VTT, le parapente et les sports d'eau vive (pêche en rivière ou sur des plans d'eau et lacs, kayak, rafting). Des courts de tennis et un mini-golf existent dans le hameau d'Arsines (près du Pied-du-Col).

#### Les sports d'hiver
Sur le territoire de la commune, se pratiquent le ski alpin (avec deux remontées mécaniques et des pistes en lisière nord du village principal, ainsi qu'un accès aux stations environnantes [fermé depuis 2014]), le ski de randonnée (avec plusieurs itinéraires), le snowkite (notamment sur le site du col du Lautaret), le ski nordique, la raquette à neige, l'escalade de cascades de glace.

#### Les activités sportives dans les communes et stations environnantes
Les habitants et les touristes peuvent également profiter des activités sportives sur les communes avoisinantes (stations de sports d'hiver et d'été, sites naturels...), telles que la Grave, Serre Chevalier, les Deux Alpes, l'Alpe d'Huez, le Bourg-d'Oisans.

### Informations concernant les cultes religieux
La paroisse catholique de Villar-d'Arêne fait partie du diocèse de Gap et d'Embrun, doyenné de La Roche-de-Rame-La Grave.

## Économie
La commune appartient à l’établissement public de coopération intercommunale du Briançonnais, à la zone d'emploi de Briançon, et au bassin de vie du Bourg d'Oisans.
Villar-d'Arêne a une économie principalement tournée vers le tourisme (hivernal et estival), bien qu'elle conserve également des exploitations agricoles de montagne. L'activité touristique de la commune est liée principalement à des activités sportives, de loisirs, culturelles et de détente. Les métiers de la montagne sont bien représentés, avec notamment les moniteurs de ski, guides de haute montagne, gardiens de refuges de montagne, garde du parc national des Écrins, etc. De nombreux artisans ont établi leur activité dans la commune (plombier, menuisiers, charpentiers...). L'agriculture locale est marquée par le territoire montagneux et son climat ; elle est pratiquée dans de petites exploitations.
Plusieurs types d'hébergements touristiques existent : 4 hôtels, 3 gîtes, un camping, ainsi que diverses locations et chambres d'hôtes. Parmi les restaurants, certains ont au menu des plats typiques de la région et du village. Plusieurs autres commerces sont installés sur la commune (dans le bourg principal et dans les hameaux) : une épicerie-alimentation-générale, un bar-tabac-presse, un snack-bar, un magasin de souvenirs, un loueur de matériel de sports (hiver comme été), un traiteur spécialisé dans la fabrication de plats du terroir, une laverie, une miellerie, des fromageries et des fermes pratiquant la vente aux particuliers, un camping municipal (ouvert uniquement en été).
La commune fait partie des zones de production de l'agneau de Sisteron, des vins Hautes-Alpes IGP, y compris primeurs et des vins de la Méditerranée.

## Lieux et monuments

### Espaces naturels et zones protégées

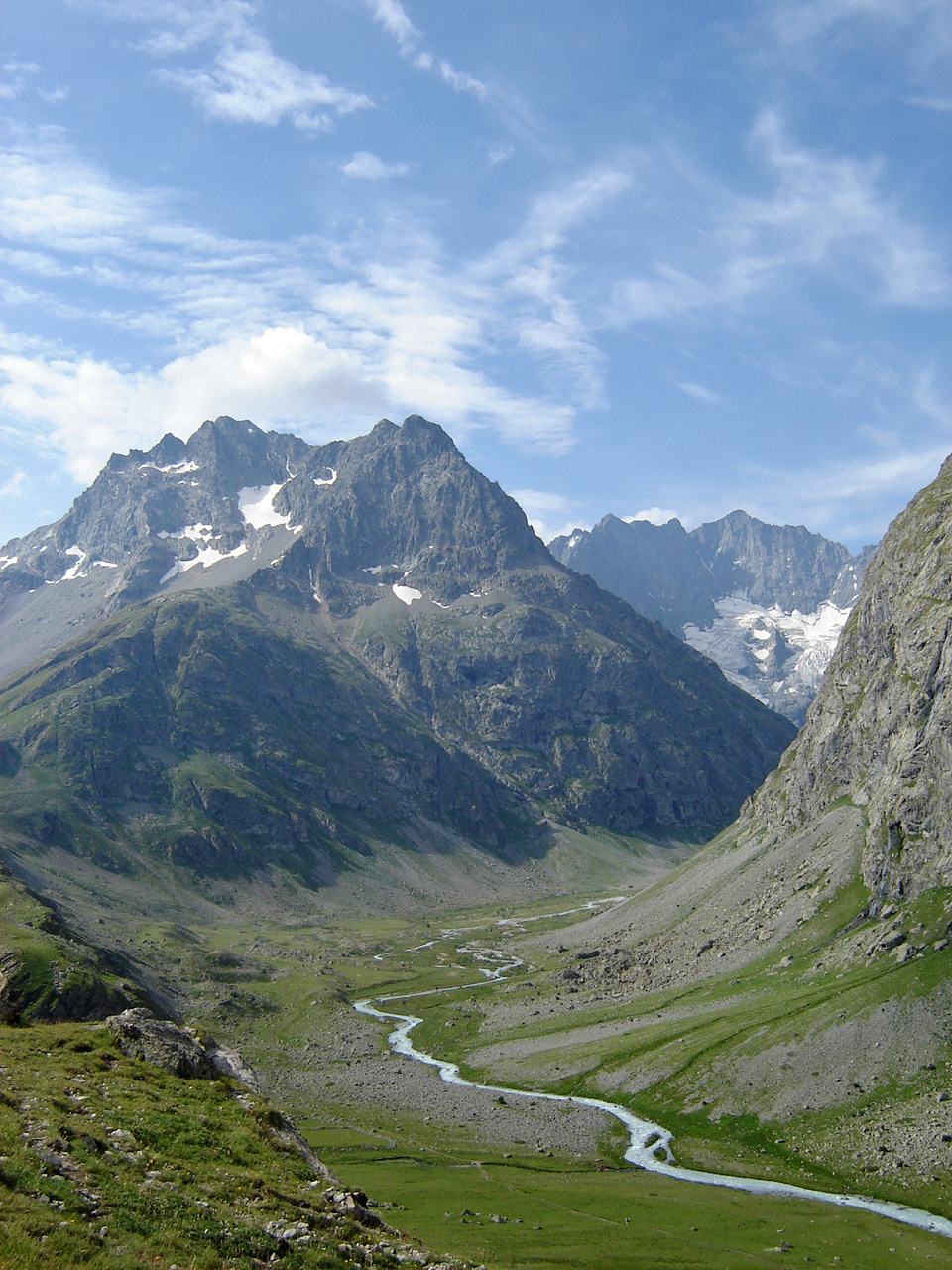
La Romanche dans le parc national des Écrins, sur la commune de Villar-d'Arêne, au pied du pic de Chamoissière.

Le territoire de la commune comporte des sommets de renom, appartenant notamment au massif des Écrins (dont la montagne des Agneaux) et au massif de la Meije, où se sont écrites de grandes pages de l'histoire de l’alpinisme. De très nombreux itinéraires de randonnée et d'escalade permettent de parcourir ces différents sites.

#### Le Parc national des Écrins
La commune accueille sur son territoire une partie du Parc national des Écrins, ainsi que plusieurs lieux d'accueil lié à celui-ci, dont un au col du Lautaret. De nombreux sentiers de randonnée pédestre permettent l'accès aux territoires du parc, où sont protégées de multiples espèces de plantes et d'animaux.

#### La réserve naturelle nationale des Pics du Combeynot

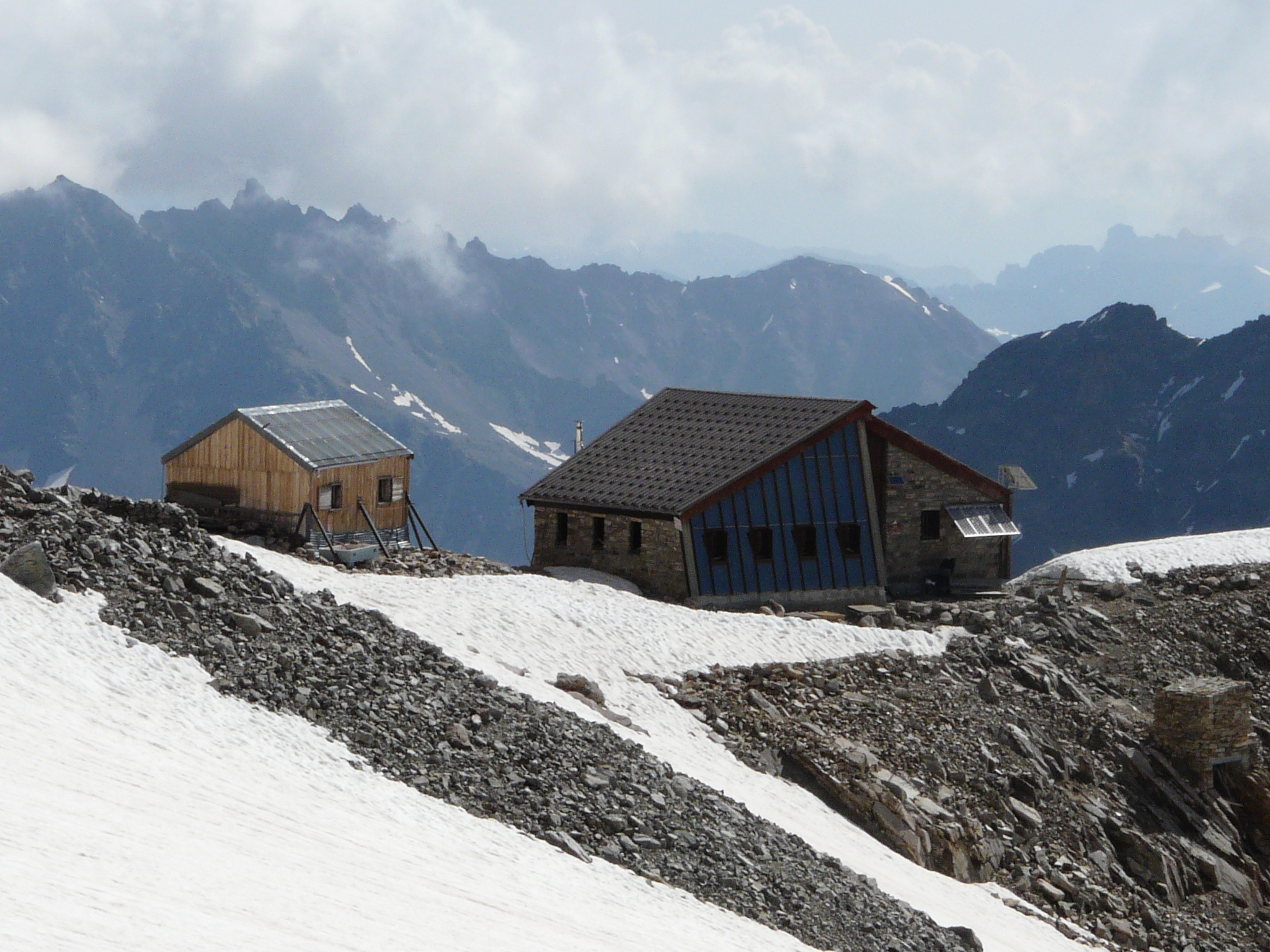
Le refuge Adèle Planchard, un refuge de haute montagne dans le massif des Écrins.

La réserve naturelle nationale des Pics du Combeynot est une ancienne réserve naturelle nationale située sur le massif du même nom. Elle se trouve à proximité du col du Lautaret et en bordure du parc national des Écrins et a été intégrée en 2019 au territoire du parc.

#### Lacs de montagne
Plusieurs lacs de montagne existent sur ce territoire, dont le lac du Pontet, facilement accessible pour les familles, et de nombreux lacs proches des itinéraires de randonnée.

#### Refuges de montagne sur le territoire de la commune
Plusieurs refuges de haute montagne sont situés sur le territoire de la commune : le refuge de l'Alpe de Villar d'Arène, le Chalet refuge de Chamoissière, le refuge du Pavé et le refuge Adèle Planchard. Le refuge de l'Alpe de Villar-d'Arêne et le chalet refuge de Chamoissière sont accessibles lors de randonnées familiales ou peuvent servir pour un préalable à une randonnée plus longue ; les deux autres refuges sont situés en haute montagne.

### Le jardin botanique alpin du Lautaret, la Galerie de l'Alpe et la station alpine Joseph Fourier

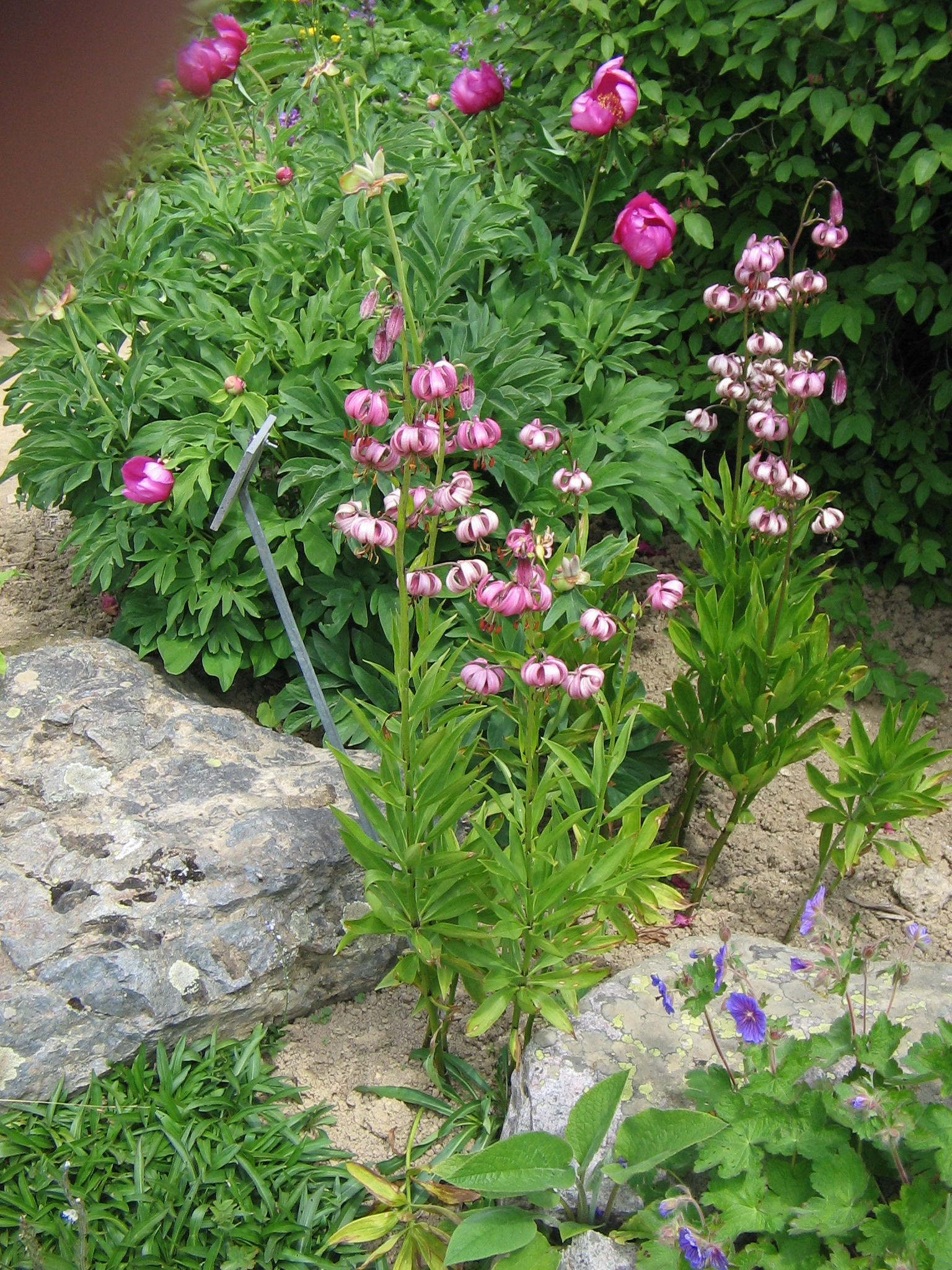
Un Lis martagon (Lilium martagon) dans le Jardin botanique du col du Lautaret.

Au col du Lautaret, on peut visiter le jardin botanique alpin du Lautaret et la Galerie de l'Alpe, qui font partie de la Station alpine Joseph Fourier (dépendant de l'Université Grenoble Alpes et du CNRS). Le jardin botanique, de haute montagne, accueille des espèces locales ainsi que des espèces issues de montagne des cinq continents. La Station alpine Joseph Fourier et ses installations ont une mission de recherche scientifique et une mission pédagogique envers le public ; le public peut visiter jardin en été.
Au XIXe siècle, le Lautaret était déjà réputé parmi les botanistes : « Le Lautaret est, parmi les montagnes du Dauphiné, l'une des plus aimées des botanistes, qui, sur ses gazons dont le vert disparaît pour ainsi dire sous les fleurs qui l'émaillent, cueillent des plantes belles à la fois de leur éclat et de leur rareté. » (Victor Cassien et Alexandre Debelle, Album du Dauphiné, 1837).

### Patrimoine bâti

#### L'église Saint-Martin-de-Tours

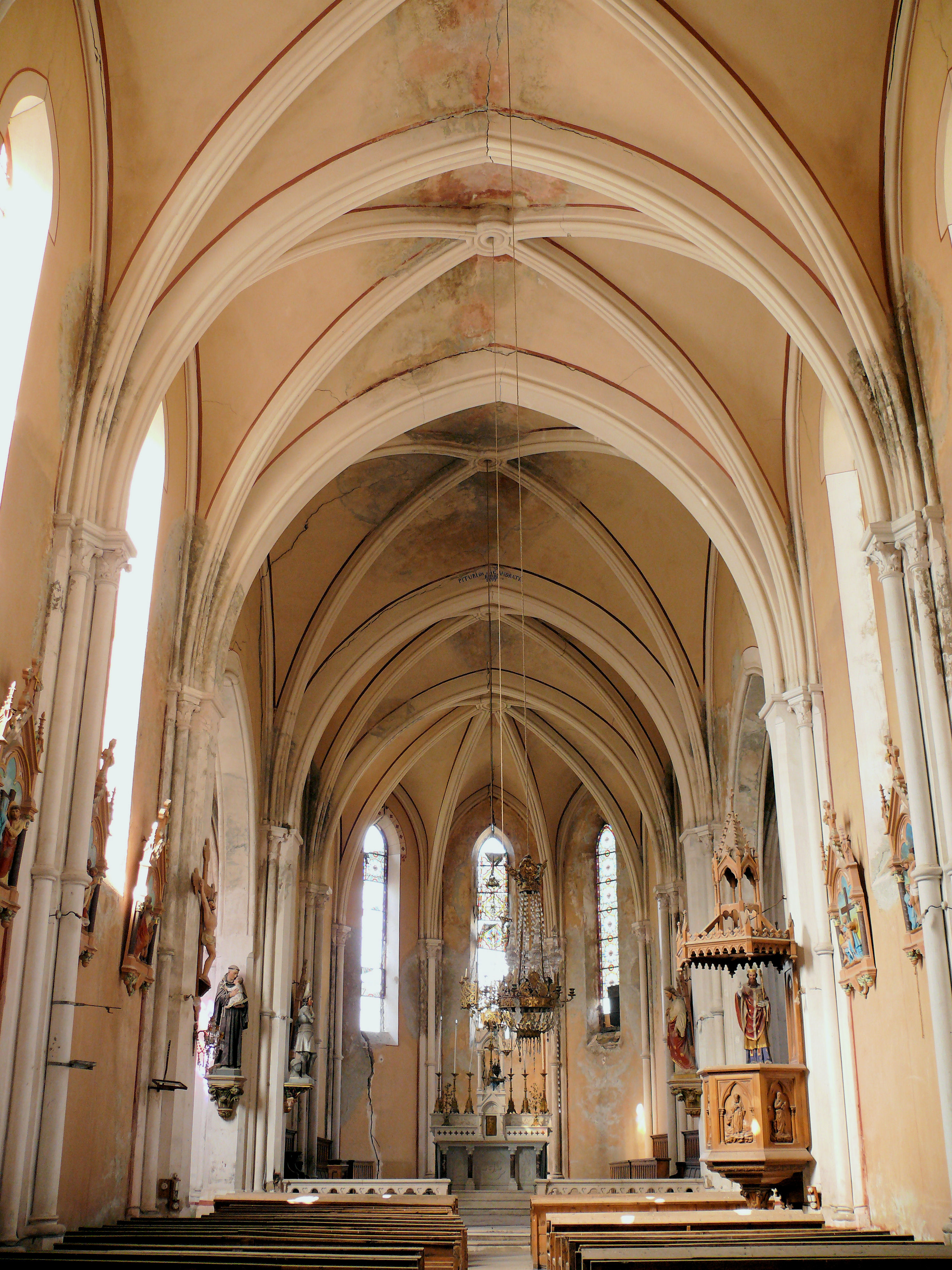
Vue de l'intérieur de l'église Saint-Martin-de-Tours de Villar-d'Arêne.

Située au centre du village, l'église Saint-Martin-de-Tours, emblème du village, a été construite en tuf calcaire doré (travertin) du Lautaret, entre 1866 et 1870, dans un style néo-gothique. Elle a été inaugurée le 11 novembre 1870. Financée par de riches émigrés issus du village — dont certains ayant fait fortune à Lorient en Bretagne ou dans les pêcheries et la canne à sucre à l'île Maurice —, elle possède un important mobilier. Bâtie sur un terrain instable, sa structure ayant beaucoup souffert, elle n'est plus utilisée pour les messes depuis plus de vingt ans, ces dernières étant depuis lors célébrées dans la chapelle Saint-Barthélémy des Pénitents, située près du four banal. Depuis 2017, sa restauration est en bonne voie.
L'église a été bâtie sur l'emplacement de l'église précédente du village, qui avait brûlé en 1672 puis subi d'importants dégâts lors de l'incendie qui avait ravagé le village en 1771.
Jusqu'en 1870, le cimetière jouxtait l'église ; il a ensuite été déplacé à l'extérieur du village.
En 1984, le toit de l'édifice a été rénové. Cependant, deux ans plus tard, il a été fermé au public. Les vitraux du porche ont connu une restauration en 2017. À partir de 2019, à la suite de la sélection du bâtiment au Loto du patrimoine, qui a permis de compléter différents financements, des travaux de restauration ont été engagés.

#### Les chapelles et les oratoires religieux
Plusieurs chapelles se trouvent dans le bourg principal et ses hameaux : la chapelle Saint-Barthélémy des Pénitents de Villar-d'Arêne, la chapelle Sainte-Anne-Saint-Antoine et la chapelle de Pénitents-Sainte-Brigitte aux Cours,,, et la chapelle Saint-Jean-Baptiste au Pied du Col.
De multiples oratoires religieux sont disséminés sur le territoire de la commune, généralement aux abords de voies de circulation à l'écart des villages. Nombre d'entre eux sont bâtis en travertin.

#### Le moulin de Villar-d’Arêne
La commune compta de nombreux moulins à farine, mais la plupart ont été détruits par des crues. Il ne reste qu'un moulin, du XVIIe siècle, qui fonctionna jusqu'en 1950. Ce moulin à aubes, situé près de la Romanche, servait à moudre le grain. Il a été depuis repris et rénové, puis transformé en écomusée par Maurice Mathonnet.

#### Le four banal
Le bâtiment du four banal accueille encore la tradition de la cuisson du pain, quelques jours dans l'année et notamment le 3e week-end de novembre, avec la fabrication du « pain bouilli » (Pô Buli, en patois local), à base d'eau et de farine de seigle,.
Ce four peut être visité sur rendez-vous à certaines époques de l'année.

#### Les fontaines et lavoirs
Plusieurs fontaines et lavoirs anciens jalonnent le village principal et les hameaux des Cours et du Pied-du-Col. La fontaine-lavoir située en aval de l'église du village principal, en contrebas de la route d'accès à celui-ci, est remarquable du fait de ses trois arches abritant des bassins. Deux arches existaient déjà avant la construction de celle où se trouve le bassin en pierre taillée du lavoir, au début du XXe siècle.
Il existe un sentier découverte au cœur du village permettant de voir les principaux bâtiments et les fontaines.

#### L'architecture vernaculaire

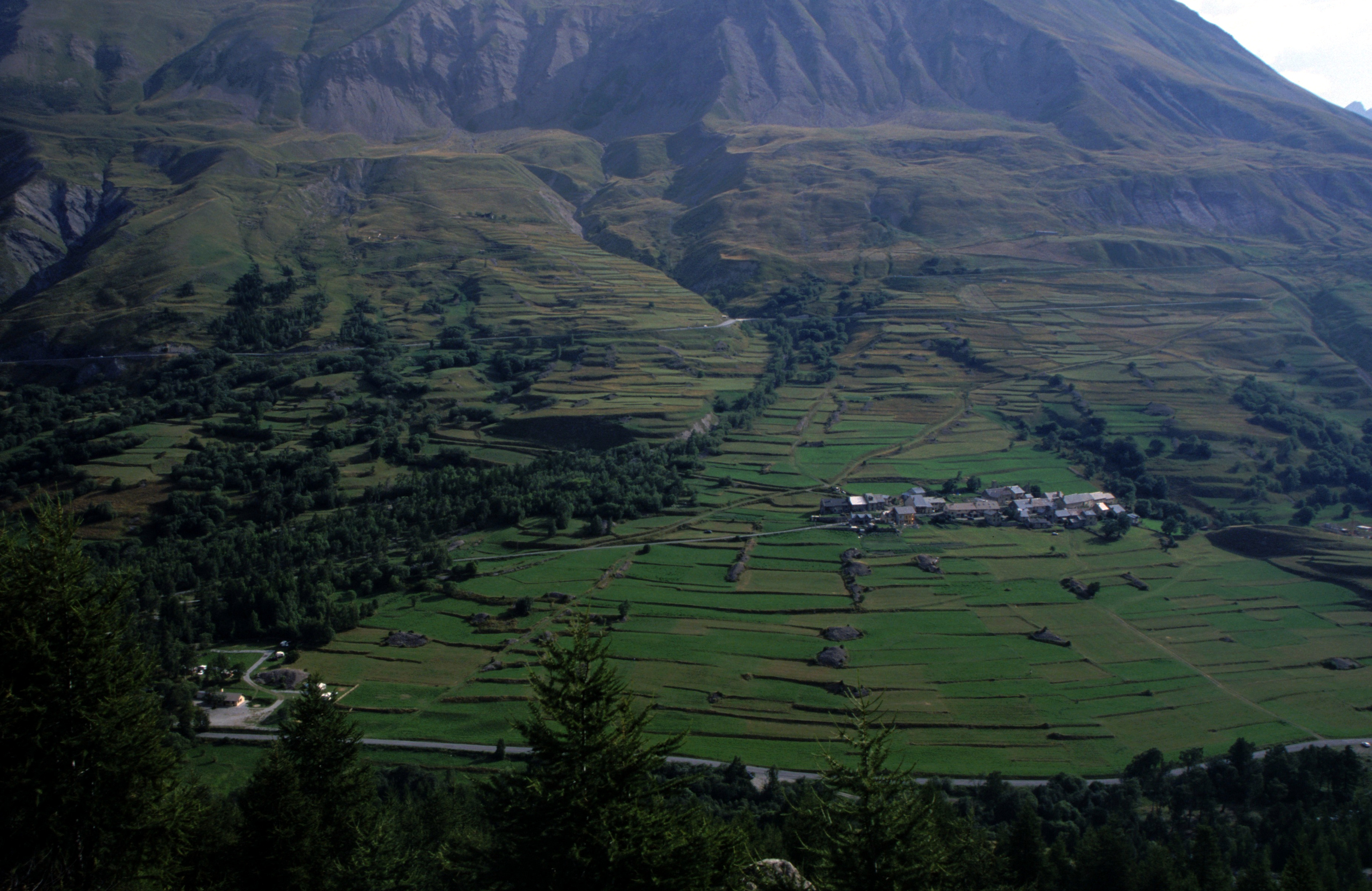
Vue du hameau du Pied-du-Col, constitué de constructions serrées les unes contre les autres, parmi des champs en terrasses. Photographie prise depuis le sentier permettant d'accéder au Refuge de l'Aigle.

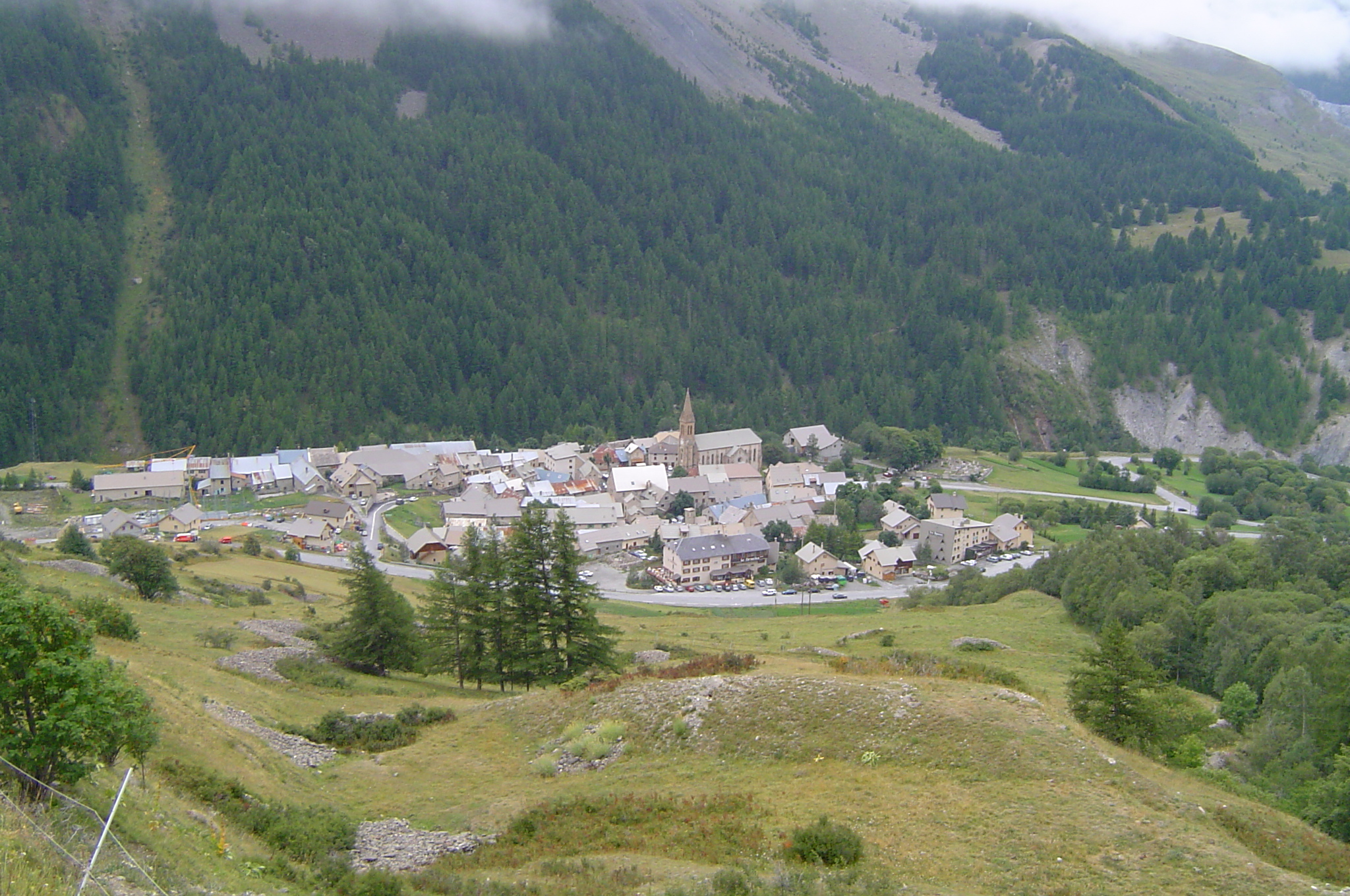
Le bourg principal de la commune, vu depuis le nord-est.

Le bâti traditionnel de la vallée de la Haute Romanche est caractérisé par un groupement des habitations en villages de fond de vallée aux constructions proches les unes des autres, ainsi que par des hameaux d'alpage, autrefois occupés uniquement en été alors que les troupeaux de vaches et de moutons étaient conduits dans les prairies d'altitude. Seul le versant adret de la montagne est bâti, celui-ci ayant des pentes moins raides et pouvant être cultivées, tout en bénéficiant de l'ensoleillement permis par cette exposition. Les bâtiments étaient formés de volumes simples et, dans les villages, ils comportaient pour certains des voûtes au niveau du rez-de-chaussée (dépendant de la richesse du propriétaire et du nombre de bêtes qu'il possédait), quelques pièces d'habitation, et une grange à l'étage. Ils étaient essentiellement construits en pierre issue de sites proches et comportaient peu de bois car celui-ci était rare sur le territoire de Villar-d'Arêne et La Grave. Si les toits, à deux versants, ont été à une époque en chaume, le risque d'incendie et de propagation de celui-ci par les toits a porté les constructeurs à utiliser de l'ardoise comme matériau de couverture. Quelques maisons anciennes comportent encore de nos jours des "pignons à redents" : les murs pignons de la construction faisant saillie au-dessus du toit, avec une découpe en gradins. Les ouvertures (portes et fenêtres) étaient rares et de taille réduite. Cette architecture vernaculaire est marquée par les contraintes liées au climat rigoureux (notamment le fait de devoir se protéger du froid et de la neige en hiver), la disponibilité des matériaux de construction et l'activité humaine agricole.
Durant le XXe siècle, les villages ont été marqués par un exode rural, puis par le développement des activités et de l'accueil touristique, et l'arrivée de nouveaux habitants. Les constructions anciennes ont pour certaines été rénovées ou remaniées, et d'autres ont vu le jour.
Autour des villages et hameaux, se voient des cultures en terrasses, typiques de l'agriculture locale et façonnant le paysage,.
Plusieurs cadrans solaires sont visibles sur les façades des maisons, dans le bourg et ses hameaux.

### Les monuments en hommage aux morts des deux guerres mondiales[78]

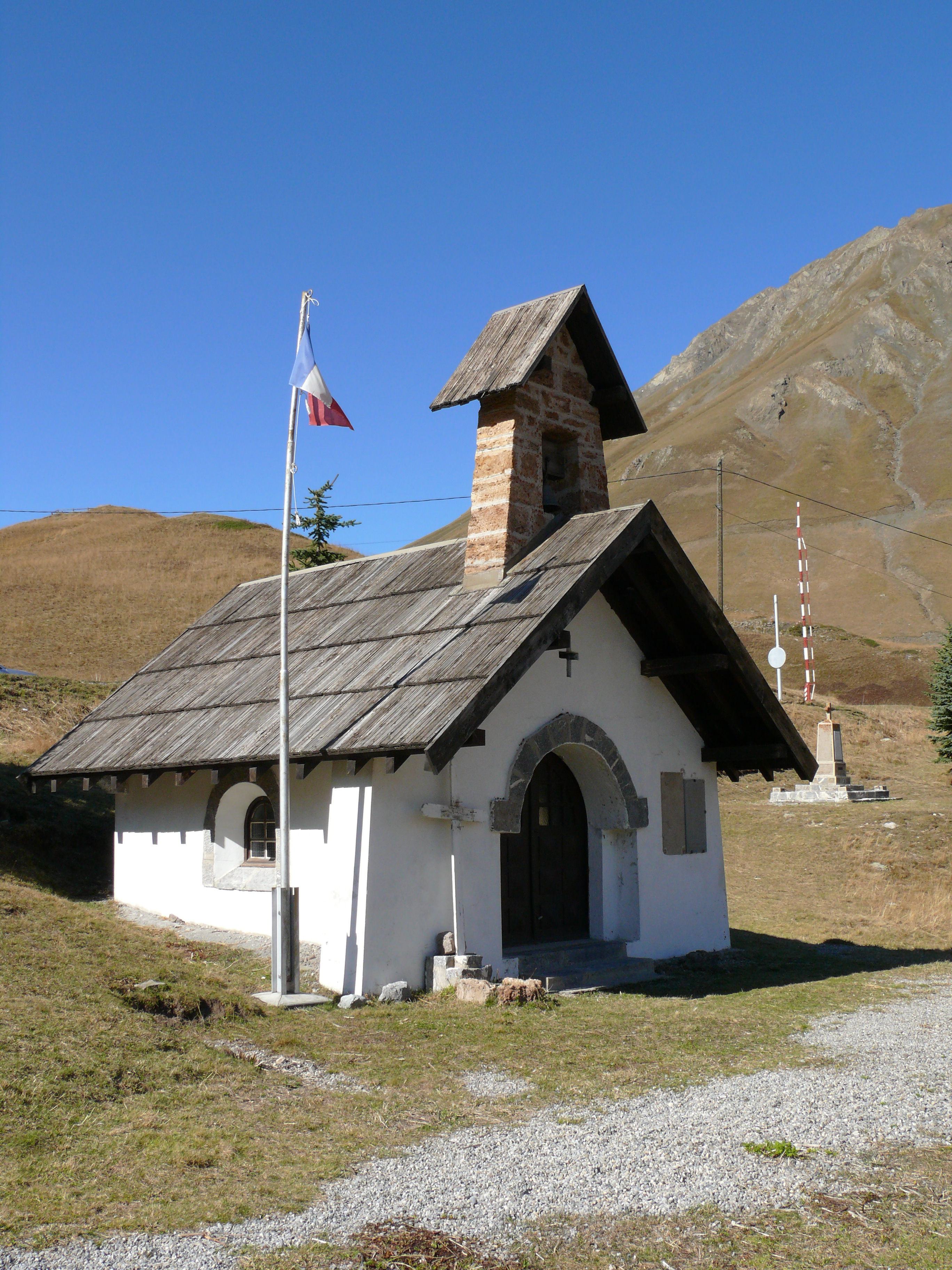
Chapelle des Fusillés du col du Lautaret.

Des édifices de commémoration des morts dus à la Première Guerre mondiale puis à la Seconde Guerre mondiale existent sur la commune : le monument aux morts situé sous l'église du village (32 noms), la petite chapelle des Fusillés située au col du Lautaret en hommage aux 17 hommes fusillés le 11 août 1944 ainsi qu'un petit édifice également situé au col du Lautaret édifié en 1946 par le curé de Clavières (Italie) et les partisans italiens du 10e groupement d'infanterie en hommage à ces mêmes 17 personnes fusillées.

## Culture

### Patrimoine culturel
La commune et ses habitants ont un patrimoine culturel marqué par la situation géographique des lieux et leur histoire. Le caractère ancien des villages, le bâti typique de la région, les anciens récits oraux (comme la légende du « pas de l'Anna Falque », qui renvoie à un lieu entre le hameau d'Arsine et l'Alpe de Villar-d'Arêne) et la conservation de traditions telles que la fabrication du pain bouilli ou de recettes traditionnelles typiques font partie de ce patrimoine.

#### Le «pain bouilli» et sa fabrication
Pendant des siècles, ce pain a été à la base de la nourriture faranchine. Cuit une fois l'an, au mois de novembre (après que la farine ait été moulue), dans le four banal du village, ce pain fait uniquement de seigle et d'eau bouillie (avec préparation d'un levain) était conservé pendant de longs mois.
La fabrication traditionnelle de ce pain est actuellement poursuivie par les habitants du village, afin de continuer à la faire vivre et la préserver.
De nombreux écrits (livres, articles) et reportages (télévisuels, radiophoniques) ont été faits sur cette tradition et ce pain.
Marcel Maget, ethnographe, a étudié le canton de La Grave et la tradition du pain bouilli à Villar-d'Arêne, ainsi que la culture locale liée à cette tradition. De cette étude est notamment sorti un ouvrage (cf. bibliographie).

#### Plats traditionnels
La cuisine traditionnelle locale était marquée par les contraintes climatiques et d'altitude du site, qui permettaient ou non certaines cultures, l'utilisation de certaines herbes sauvages et l'élevage d'animaux.
Les céréales à la base de l'alimentation étaient le seigle (utilisée notamment dans la fabrication du pain bouilli, cette céréale est très résistante au froid et peut pousser jusqu'à 2000 m d'altitude dans les zones les mieux exposées au soleil), l'orge, le blé (qui n'apparaît dans ces contrées qu'en 1724 et servait à la fabrication du « pain de ménage » ou « pain d'étape », mêlé d'un peu de farine de seigle, destiné alors aux armées qui faisaient étape dans le village, consommé plus tard comme « pain de fantaisie » les dimanches et jours de fêtes ; la farine de blé pouvait être utilisée pour les girades — des pains en forme de couronne — et pour des pâtisseries). Les années 1850 virent les surfaces de culture de pomme de terre augmenter, au détriment de celles destinées aux céréales ; le froment est alors plutôt importé que cultivé dans le Haut-Oisans. Pendant la guerre, des lentilles étaient plantées et consommées, mais elles n'étaient plus utilisées après la guerre.
Les légumes, tels le chou, la rave, le navet, étaient cultivés et consommés. Plus récemment, d'autres cultures ont vu le jour dans les villages du canton : poireau, carotte, persil, oignon, salade, haricot vert, fève, blette, betterave rouge, courgette (qu'il est nécessaire de protéger du gel, y compris certaines nuits d'été), et même parfois des tomates.
Les familles produisaient chacune leur fromage, notamment pendant l'été, alors que les bêtes paissaient dans les alpages. Ces fromages servaient à la consommation personnelle. Ils consistaient en une tomme de lait de vache ou en fromages de chèvre. Les familles produisaient également du beurre, pour leur consommation et pour la vente. Le petit-lait du beurre était recueilli et chauffé, pour être ensuite transformé en sarasse, une préparation fromagère locale. L'ensemble des filtrages et transformations du lait était permis par l'utilisation d'outils et de plantes spécifiques.
Les animaux d'élevage étaient le cochon (permettant la fabrication de boudin, jambon, caillettes, pâté de tête, saucisses de chou à bouillir, et murçons assaisonnés aux graines de carvi), la chèvre (salée ; des saucissons de bouc existaient également), le coq, la poule, le lapin (mangés plus occasionnellement). Il était rare de manger du bœuf ou du mouton. Les animaux sauvages, parfois braconnés, pouvaient aussi contribuer à l'alimentation locale ou la vente (chamois, renards, marmottes, chevreuils, lièvres, perdrix, poissons...). La chasse de certains de ces animaux est réglementée de nos jours, comme celle du chamois.
Les petits fruits tels les myrtilles et les airelles, poussant dans les alpages, ou de petites baies issues d'arbustes et d'arbres sauvages étaient consommés. Les arbres fruitiers ne peuvent pas pousser sur le territoire de la commune, mais des buissons tels que les framboisiers, groseilliers ou cassissiers sont de nos jours accueillis dans certains jardins.
D'autres plantes faisaient office de condiment : le carvi (ou cumin des montagnes, appelé « charaï » dans le village), la sauge des prés, le cerfeuil musqué (appelé localement « fenouil »), le céleri perpétuel ; d'autres plantes et racines étaient utilisées pour des macérations dans des alcools, comme le génépi.
À l'automne, les champignons tels que le rosé des prés ou les pleurotes font leur apparition.
Les plats traditionnels de Villar-d'Arêne sont constitués en fonction des plantes qui pouvaient être cultivées à cette altitude et des animaux qui pouvaient être élevés, voire parfois chassés. Parmi ceux-ci : les tourtes (au chou, aux pommes, ou au pain mêlé de lait et de raisins secs imbibés de rhum), les pognes de pomme de terre (sorte de pâte à pain étalée et garnie de purée de pommes de terre assaisonnée d'oignons rissolés et de crème), les ravioles de pomme de terre (spécialité faranchine à base de pommes de terre écrasées en purée, d'oignons et de crème, cuite au four), les pommes de terre à la braise (une sorte de gratin de pommes de terre additionné de crème fraîche et de vert d'oignon ou de ciboulette, cuit dans une cocotte en fonte appelée « cloche » recouvert de « blaytes » incandescentes — ces dernières étant des découpes de fumier séché qui servait de combustible dans cette région déboisée, comme cela peut avoir eu lieu en Haute-Maurienne, au Tibet hymalayen ou dans la steppe mongole) les pompes, les rissoles (qui ressemblent aux tourtons du Champsaur), les crozets (spécialité locale, différente des crozets savoyards, qui consiste en des petits tronçons de pâte roulés avec le doigt d'une façon particulière, cuits à l'eau bouillante puis additionnés d'une sauce composée de crème, d'oignons dorés et de fromage bleu — ou du fromage local qui existait autrefois dans le village), les tourtelles (sortes de crêpes faites avec du petit-lait et de la farine), les bugnes, et les pognes aux prunes, pruneaux ou pommes. Les recettes du canton de La Grave et Villar-d'Arêne comportaient aussi des soupes : à base de pomme de terre et d'herbes conservées dans du sel en hiver, ou à base d'herbes sauvages au printemps, alors que celles-ci pointent hors de terre après la fonte des neiges et sont encore tendres. Les picons, sortes de boulettes formées de farine, œufs, chou haché fin, poireaux, légumes, herbes du jardin et lardons, cuites à l'eau, peuvent être mangés avec de la soupe. D'autres herbes sauvages telles que le pissenlit encore jeune, le chénopode bon-Henri (ou « épinard sauvage ») ou le salsifi sauvage nommé localement « barnabot » (et mangé comme une asperge sauvage) sont appréciées en salades ou cuites.
Les noms des plats sont propres au village, et un même plat peut avoir un nom très différent à La Grave ou dans ses hameaux, pourtant distants de peu de kilomètres de Villar-d'Arêne.
Différents ouvrages sur les plats de pays et une étude ethnographique de l'alimentation ont été écrits.

### Événements et festivals
- La fabrication du « pain bouilli », le 3e week-end de novembre, chaque année, dans le four du village[90].
- Le festival Messiaen au Pays de la Meije, festival international de musique contemporaine. Basé à La Grave, commune voisine à 3 km, ce festival comporte habituellement plusieurs concerts à Villar-d'Arêne.
- Les Rencontres de la Haute Romanche au Pays de la Meije[91] : créer sur le territoire et à partir du territoire, tel est le credo de cet événement novateur. Autre originalité, les lieux de création, de répétitions et de spectacle, sont aussi divers que révélateurs de l’esprit des Rencontres : tour à tour, granges, chapelles, églises, anciennes maisons de roulages ou encore cafés et gîtes hébergent les représentations artistiques.
- La journée « Jeux et traditions » pendant l'été, qui rend disponible gratuitement des jeux sur la place du village, accompagnés d'autres animations[90].
- Les animations culturelles et concerts proposés par l'association « Les Amis de l'église Saint Martin » en période estivale.
- Du 2 au 4 juillet 2021 : le canton de La Grave et Villar-d'Arène accueille le « Forum Design » ; évènement ayant précédemment eu lieu en 2018 à Paris[92].

### Bibliothèque médiathèque municipale
Le village comporte une bibliothèque médiathèque municipale, située au-dessus des locaux de l'école et ouverte quelques heures par semaine,. Cette bibliothèque comporte un fonds propre et bénéficie du fonds et des services offerts par le bibliobus départemental des Hautes-Alpes,.

### Autres lieux de culture et spectacles
Villar-d'Arêne appartenant à la communauté de communes du Briançonnais, elle est également concernée par les lieux culturels de celle-ci, tels que le Théâtre du Briançonnais.

### Observatoire d'astronomie amateur
La commune possède le chalet La Guindaine, où l'association Astroguindaine propose des activités de découverte de l'astronomie aux amateurs,.

### Personnalités liées à la commune
- Maurice-Étienne Amieux, né en 1807 à Villar-d'Arêne, décédé en 1865 à Toulouse, premier conserveur de la famille Amieux et père des fondateurs de la maison Amieux-Frères, fut un pionnier du développement agro-industriel en Bretagne.
- Georges Ribemont-Dessaignes (1884-1974), écrivain, poète, dramaturge et peintre français ; il ouvre en 1934 avec son épouse un hôtel à villar-d'Arêne, mais l'entrée en guerre de l'Italie de Mussolini le pousse à quitter le village pour s'installer en Ardèche ; il revient dans les Hautes-Alpes vers 1943 et dessine des paysages de Villar-d'Arêne en 1944, mais il regagne Paris après la guerre[100].

### Héraldique
| Blason de Villar-d'Arêne | Blason  | D'azur à un mont de deux coupeaux d'argent, au pal de gueules brochant sur le mont et à un chamois de sable issant de la pointe et brochant sur le tout. |
| Blason de Villar-d'Arêne | Détails | Le statut officiel du blason reste à déterminer. |

### Tournage de films sur la commune
- Plusieurs séquences de l'épisode L'Homme perdu de la série télévisée Alex Hugo diffusé à la télévision française le 20 septembre 2017.
- Plusieurs scènes du film Deux Moi ont été tournées à Villar-d'Arêne.

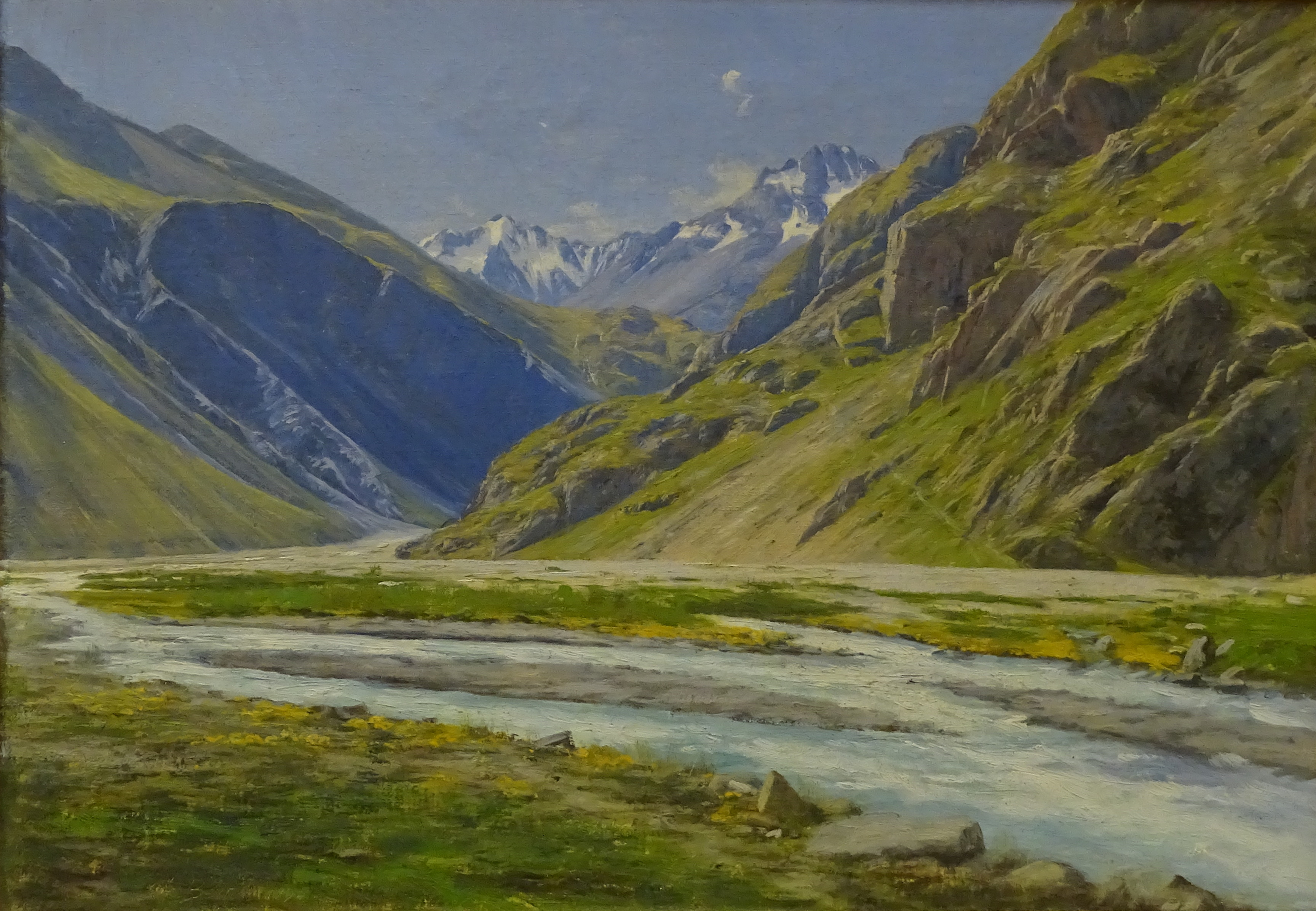
Vallée de la Romanche au Pied-du-col, Charles Bertier.

## Villar-d'Arêne dans les Beaux-arts
Laurent Guétal (1841-1892), peintre et abbé français, peint notamment Paysage de Villard d'Arène et en 1883 Le Col du Lautaret, à gauche la crête de Chaillol. Charles Bertier (1860-1924), peintre paysagiste français, a peint plusieurs tableaux sur le territoire de La Grave et Villar-d'Arêne, dont Vallée de la Romanche au Pied-du-Col. Le peintre français Charles-Henri Contencin (1898-1955) peint plusieurs tableaux à Villar-d'Arêne et La Grave, dont Haute vallée de la Romanche et Lac du Pontet.

### Fonds iconographique
- Fonds iconographique Maget consacré à Villar d'Arène, dans PhoCEM, base de données des collections photographiques du Musée des civilisations de l'Europe et de la Méditerranée (MuCEM).

### Documentaires cinématographiques, télévisuels, audios
- Film documentaire Alpine Village, de Frank Radford Crawley, 1958, extrait disponible sur le site Internet de la Cinémathèque d'images de montagne.
- Documentaire radiophonique Sous le pic de la Meije, pour la tradition du pain bouilli., dans l'émission Il existe un endroit, sur France Inter, diffusée le 12 janvier 2014.